# Ameriška književnost
Ameriška književnost obsega literarno ustvarjalnost Združenih držav Amerike in angleških kolonij, iz katerih so Združene države izšle. Že od 19. stoletja dalje se jo dojema kot samostojno nacionalno literaturo, ločeno od angleške, in je kot taka predmet raziskovanja v okviru akademske discipline, imenovane amerikanistika.
Večina ameriške književnosti je napisane v angleščini, to velja tudi za književnost ameriških staroselcev. Literaturo, napisano v jezikih ne-anglofonskih priseljencev, se praviloma ne obravnava v okviru amerikanistike, pač pa v okviru odgovarjajočih filologij (npr. italijanistike, francistike itd.) Manjšinske književnosti, pisane v angleščini, so se razvile v samostojno raziskovalno področje, tako npr. afroameriška ali judovsko-ameriška literatura

## Značilnosti, motivi, zvrsti
Ameriško književnost so šele v 19. stoletju začeli pojmovati kot samostojno nacionalno literaturo, v svojem bistvu ločeno od angleške. Eden od bistvenih razlogov za tak »pozen razvoj« je bil v tem, da se je zgodnja ameriška literatura močno naslanjala na evropske zglede in je šele po nekaj stoletjih razvila specifično ameriške značilnosti. Ameriško literatura, predvsem 19. stoletja, je treba gledati v povezavi s potrebo po politični legitimaciji mlade demokracije, zlasti pa v povezavi z željo, da bi se tudi v kulturnem smislu pokazali enakovredne evropskim narodom. Avtorji kot na primer Walt Whitman in Mark Twain so vedno znova poudarjali svojo ameriškost in postavljali sebi in svojim rojakom vprašanje, kaj pomeni biti Američan in katere posebnosti in protislovja to prinaša s seboj. Razločevanje nasproti Evropi je nastopalo zlasti v direktnem stiku s staro celino. Za številne pisatelje je bivanje, pogosto večletno, v Evropi postalo čas iskanja identitete. Pisatelji, ki so obravnavali to temo (ang. Eropean theme), so med drugimi  Benjamin Franklin, Washington Irving, James Fenimore Cooper, Nathaniel Hawthorne in pisatelji Izgubljene generacije (Lost generation), ki so se med in po prvi svetovni vojni naselili v Evropi. Pri Henryju Jamesu, ki se je za stalno ustalil v Angliji, to tvori osrednjo temo njegovega obsežnega dela. Nasprotje tej snovi predstavljajo številna dela, ki se ukvarjajo z izkušnjami priseljencev v Ameriki.
Ameriški avtorji se pogosto tudi lotevajo »ustanovnih mitov« naroda, ki kažejo retorično dediščino puritancev, revolucionarnega časa in zgodnje republike. Med te šteje samopojmovanje naroda kot mesta na hribu (a City upon a Hill, besedna figura, ki jo je izvorno uporabil puritanec John Winthrop), nad čigar zgledom bi se moral svet veseliti, ali pa Amerika kot novi Kanaan. Specifično ameriški topos, čigar izvor v navezavi na delo Maxa Weberja »Protestantska etika in duh kapitalizma« pripisujejo puritanstvu, je mit o uspehu, imenovan tudi ameriški sen (american dream) ali evangelij uspeha (gospel of success), torej predstava, da lahko v Ameriki vsakdo s trdim in poštenim delom daleč pride, od pomivalca posode do milijonarja (from dishwasher to millionaire); zgled za to predstavljajo romani Horatia Algersa. Temu nasproti stojijo številna dela, ki z Ameriko povezan obet obljubljene dežele postavlja nasproti družbeni realnosti in s tem pod vprašaj. Na podlagi dela Sacvana Bercovitcha, »Ameriška jeremijada« (American jeremiad), se tako tudi označuje tovrstno snov. Od neodvisnosti 1776 dalje igra pomembno vlogo v ameriški literaturi tudi ukvarjanje s političnim sistemom dežele. Mnogi pisatelji, od Washingtona Irvinga preko Johna Dosa Passosa pa do Gorea Vidala, se sklicujejo na »ustanovne očete« naroda, kot sta George Washington in Thomas Jefferson, da bi evocirali prva oziroma ustanovna načela (first or founding principles) nacije ali pa da bi jih postavili nasproti politični realnosti.
Pojmovanje, da ZDA predstavljajo poseben primer v zgodovini Zahoda, je tudi amerikanistiki v njenih začetkih dajalo ideološki okvir. Ta se je izoblikovala v tridesetih in štiridesetih letih 20. stoletja kot v enaki meri kulturološko kakor literarno usmerjena akademska disciplina. Za rojstni datum ameriških študij lahko velja objava dela Vernona Louisa Parringtona, »Glavni tokovi v ameriški misli« (Main Currents in American Thought, 1927). Parrington in njegovi nasledniki so vztrajali na edinstvenosti ameriške izkušnje in so poskušali razkrivati karakteristike domnevnega ameriškega nacionalnega značaja – individualizem,  liberalizem, idealizem, pragmatizem – tudi in predvsem v ameriški literaturi. Perry Miller je v več vplivnih študijah lociral izvore amerištva v puritanizem Nove Anglije, njegovo perfekcijo pa v transcendentalizem 19. stoletja. V delu Francisa O. Matthiessena »Ameriška renesansa« (The American renaissance, 1941) so bili pisci ameriške romantike razglašeni za barde ameriškega želje po svobodi. Richard Warrington Baldwin Lewis je v delu Ameriški Adam (The American Adam, 1955) predstavo o neki določeni rajski nedolžnosti naseljencev v Novem svetu prepoznaval kot tipično ameriški topos. V šestdesetih letih 20. stoletja pa se je –ne v zadnji vrsti na spodbudo gibanja za državljanske pravice in feminizma - ideološki temelj amerikanistike in s tem tudi njen kanon zamajal. Književnost do tedaj slabo zastopanih skupin prebivalstva – ženske, črnci, priseljenci – je bila uvrščena na šolske in univerzitetne sezname lektire.

### Proza
Ameriška književnost je dosegla zrelost v 19. stoletju, ko so tradicionalne evropske literarne zvrsti kot denimo epika izgubile na pomenu ter prestižu in je roman postal vodilna literarna oblika. Iz tega časa tudi izvira pogosto ponavljan apel k velikemu ameriškemu romanu (ang. Great american novel), ki naj bi pokazal, da je književnost Združenih držav enakovredna evropski in da je v stanju izraziti posebnosti te nacije.
Leta 1851 je Nathaniel Hawthorne v predgovoru k svojem romanu Hiša s sedmimi pročelji (ang. The House of the Seven Gables) opozoril svoje bralce na to, da pred seboj nimajo romana (novel),  pač pa prej romanco (romance). Zato si je tako pri tematiki kot v prikazu dovolil umetniško svobodo, ki naj bi pri romanu bila neopravičljiva. Hawthornejevo razločevanje je bilo zlasti od petdesetih let 20. stoletja dalje pogosto uporabljeno za to, da se je izpostavilo karakteristično značilnost ameriške literature. Še posebej v primerjavi z angleškim romanom, ki je od svojih začetkov pa do danes večinoma zasnovan kot socialni roman z bolj ali maj realističnim programom, odmerjajo ameriški pisci domišljiji večji pomen, da bi – po besedah Hawthornea – prišli »resnici človeškega srca do dna« in da bi – takšno je prepričanje prve generacije amrikanistov – razvili subverzivni potencial, ki ima politični učinek. Ameriška romanca (ang. american romance) se torej uvršča v antimimetično tradicijo, ki ji je manj do gradnje verjetne iluzije in se namesto tega obrača k pisanju samemu kot procesu vzpostavljanja in iskanja pomena.
Kratka zgodba (ang. short story) ima v ameriški književnosti od 19. stoletja dalje velik pomen, tako da velja za tipično ameriško vrsto besedila. Mnogi romanopisci so se udejstvovali tudi v tem žanru, nekateri so o tem zložili celo literarnoteoretke razprave, še posebej pristop Edgarja Allana Poeja na področju recepcijske estetike se je izkazal za zelo vplivnega – v svojem eseju Filozofija kompozicije (The Philosophy of Composition, 1846) je zastopal stališče, da mora biti zgodba dovolj kratka, da se jo lahko prebere v enem zamahu, tako da se ohrani »enotnost učinka«  in s tem neposredno vplivanje zgodbe na bralca. Kratkih zgodb – tako nekoč kot danes - ne objavljajo samo v uglednih literarnih in kulturnih revijah kot so Atlantic Monthly, The New Yorker ali Harper's, pač pa tudi v informativnih časopisih in magazinih kot je Saturday Evening Post in dosegajo milijonsko občinstvo. Tako je prvi natis kratke zgodbe Ernesta Hemingwaya Starec in morje (The Old Man and the Sea, 1952) pomagal časopisu Life do prodaje 5,3 milijona izvodov samo v dveh dneh. Vse do danes se uvrščajo zbirke kratkih zgodb na sezname prodajnih uspešnic; v Evropi je to izjema.
Razmah tiska v ZDA 19. stoletja je koristil tudi filozofskemu in političnemu eseju. Okoli 1850 je obstajalo 1100 tednikov in 200 drugih periodičnih publikacij. Na ta način je ta literarna oblika, ki je že od 18. stoletja dalje po angleškem vzoru našla mesto v dnevnem časopisju, še dodatno pridobila na priljubljenosti. Med zgodnje ameriške esejiste sodijo Benjamin Franklin, Thomas Paine in Washington Irving. Vrh esejistike zaznamujejo Ralph Waldo Emerson, Oliver Wendell Holmes, Sr. in Henry David Thoreau. James Russell Lowell je razvil literarni esej in je uporabljal umetniško formo v soočenjih z zagovorniki suženjstva. Mark Twain je bil predstavnik humorističnega eseja. Med esejisti 20. stoletja gre omeniti Georgea Santayano in Henryja Louisa Menckena. Med afroameriške avtorje esejev štejeta James Baldwin und Martin Luther King.

### Drama
Dramatika dolga časa ni igrala pomembne vloge v ZDA. Med puritanci v Novi Angliji so bile gledališke predstave prepovedane, in še v 19. stoletju so bile trn v peti konzervativnim varuhom morale. Prvi dokaz za obstoj gledališke kulture v ZDA je, značilno, sodni dokument iz leat 1665: igralci neke gledališke skupine so bili prijeti zaradi povzročanja javnega zgražanja. Massachusetts, Pennsylvania in Rhode Island so po letu 1750 izdali zakone, ki so gledališke predstave razglasili za kaznive, in še leta 1794 je Timothy Dwight IV., predsednik kolidža Yale, razlagal, da obiskovanje gledališča vodi do izgube »tistega najdragocenejšega vseh zakladov, nesmrtne duše«. Vendarle je gledališče postalo priljubljena prostočasna zabava in v večjih mestih so bili v 18. in 19. stoletju postavljeni stalni odri. Izvajala so se v glavnem angleška dela, predvsem Shakespeare. Abraham Lincoln je bil ustreljen leta 1865 med izvedbo angleške farse Naš ameriški bratranec (Our American Cousin), ustrelil ga je igralec John Wilkes Booth.
Gledališče v ZDA je bilo bolj kot v Evropi podvrženo komercialnim pritiskom, kar je od gledaliških del zahtevalo predvsem razvedrilno vrednost. Številne vodvilske skupine so potovale na turnejah – pogosto v spremstvu sejmov – po deželi. Zraven so prihajale še številne evropske gledališke in vodvilske zasedbe, ki so od druge polovice 19. stoletja odkrile ameriški trg. Še v 20. stoletju je na ta način prišlo v ZDA nemalo igralcev, ki so imeli pozneje postati slavni v filmu; znan primera sta Cary Grant in Stan Laurel. Toda tudi evropske zvezde visoke kulture kot Sarah Bernhardt so v 19. stoletju obiskovale ameriške odre. Specifično ameriška oblika burleske je bil »minstrel show«, pri katerem so beli igralci s sajasto počrnelimi obrazi v neprikrito rasistični maniri karikirali življenje črnskega prebivalstva. Gledališče pa so kot politični mediji izrabili tudi abolicionisti; priredbe romana Koča strica Toma (Uncle Tom's Cabin, 1852) pisateljice Harriet Beecher Stowe so bile magnet za občinstvo. Newyorški Broadway je proti koncu 19. stoletja postal središče nacionalne gledališke dejavnosti in izhodiščna točka nadaljnjega razvoja kot na primer muzikala (musical).
V 20. stoletju so kini s hollywoodskimi filmi naredili konec tej gledališki kulturi, vendar so sedaj tudi čedalje bolj v ospredje stopali dramatiki, ki so se videli zavezane visoki kulturi. Tu je treba posebej omeniti imena kot so Eugene O'Neill, ki je leta 1936 prejel Nobelovo nagrado za literaturo, Arthur Miller (Smrt trgovskega potnika - Death of a Salesman, 1949) in Thomas Stearns Eliot (Umor v katedrali, 1935). Mnoga uspešna dela so bila prirejena tudi za filmsko platno, tako Tramvaj poželenja (A Streetcar Named Desire, 1947) Tennesseeja Williamsa. Na Naše malo mesto (Our town, 1938) Thorntona Wilderja je vplivalo epsko gledališče Bertolta Brechta; to je do danes največkrat uprizorjeno delo v ZDA – zlasti pri šolskih gledaliških skupinah uživa neprekinjeno priljubljenost. Po drugi svetovni vojni se je razvilo gibanje, imenovano Living theatre (Živo gledališče). Najpomembnejši ameriški predstavnik gledališča absurda je Edwar Albee (Kdo se boji Virginije Woolf? -  ang. Who's Afraid of Virginia Woolf?, 1962). Vendar danes ameriška gledališka kultura – v primerjavi z evropsko - živi samo še kot nišna dejavnost. Eden bistvenih razlogov za to je, da gledališče v ZDA ni subvencionirano s strani države.

### Regionalne posebnosti
Geografsko kakor tudi zgodovinsko pogojene razlike različnih delov dežele se odražajo tudi v literaturi; pogosto pisatelji podajajo narečno govorico, da bi v lokalno obarvani fikciji (local color fiction) posredovali realistično sliko vsakodnevnega življenja. Mnoga taka dela kot npr. zgodbe o Mississippiju Marka Twaina ali romani o južnih zveznih državah Williama Faulknerja spadajo že v svetovno literaturo.
V južnih državah Amerike se je razvila kvaziaristokratska kultura, utemeljena na suženjstvu in plantažnem gospodarstvu. Od poraza južnih držav v državljanski vojni je patos pretekle veličine določujoč motiv v literaturi: na vprašanje, zakaj je jug dal tako veliko izjemnih pisateljev, je Walker Percy odgovoril z znamenito rečenico: »Because we got beat« (»Ker so nas potolkli«). Beli pisatelji so pogosto razglašali predvojno družbo na jugu za harmonično skupnost, v kateri so bili vsi možje gentlemeni, vse žene ladies in v kateri so bili sužnji srečni, skromni, otroški in lojalni, tako denimo v do današnjega dne najbolje prodajanem romanu »V vrtincu« (Gone with the Wind, 1936) Magaret Mitchell. Bolj kritično sliko se v 19. stoletju najde pri afroameriških pisateljih kot Charles W. Chesnutt, toda tudi pri belcih kot so George Washington Cable, Joel Chandler Harris in Kate Chopin. Ta dvojni odnos juga do svoje preteklosti je zaznamoval tudi čas, ko je nekako po 1930 literatura južnih držav doživela svoj  razcvet, to je tako imenovana južna renesansa (ang. southern renaissance), z avtorji kot so Caroline Gordon, Katherine Anne Porter, Allen Tate in Robert Penn Warren, zaznamoval pa je tudi južnjaški grozljivi roman, tako imenovani southern gothic, za čigar praočeta velja Edgar Allan Poe. Nanj tako gledajo kot na samostojen žanr, v katerem se izraža, po besedah Tennessee Williamsa, »občutenje v ozadju stoječe strašnosti v moderni izkušnji« (»an intuition of an underlying dreadfulness in modern experience«). Svoj vrh je dosegel v delih Williama Faulknerja, po drugi svetovni vojni pa so se na to tradicijo navezali še avtorji kot  so Carson McCullers, Truman Capote, James Dickey, William Styron, Harper Lee, Eudora Welty in Flannery O'Connor.
Western, roman divjega zahoda, predstavlja samostojen žanr tudi v literaturi, mit o divjem zahodu so najprej ustvarjali zlasti v trivialni literaturi, toda tudi v zahtevnih delih kot je Virginijčan (ang. The Virginian, 1902) Owena Wisterja. V novejšem času so avtorji kot so Thomas Berger, Wallace Stegner, Norman Maclean, Larry McMurtry, Annie Proulx in zlasti Cormac McCarthy našli bolj kritičen pristop do te tematike.
Srednji zahod pogosto označuje provincialno, zakotno malomestno življenje, ki ga pisatelji prikazujejo včasih ljubeče, včasih satirično, npr. Sherwood Anderson v Winesburg, Ohio (1919), Sinclair Lewis v svojih romanih ali Garrison Keillor v svojih zgodbah o fiktivnem kraju Lake Wobegon. Tu pogosto odzvanja v ameriški zavesti zelo razširjeno pojmovanje, da naj bi bil srednji zahod osrčje Amerike (America's heartland), da je torej Amerika tu »najbolj ameriška« in od tod tudi zahteva po reprezentativnem statusu.

## Zgodovina ameriške književnosti

### Kolonialno obdobje
Prvi puritanci so na ladji Mayflower leta 1620 prispeli v Novo Anglijo in tam ustanovili naselbino Plymouth. Njihovo usodo je zabeležil njihov prvi guverner William Bradford v delu Zgodovina naslebine Plymouth (History of Plymouth Plantation), ki pa je bilo objavljeno šele leta 1856.  Tem tako imenovanim romarskim očetom (pilgrim fathers) je od leta 1630 dalje sledilo na tisoče kongregacionalističnih puritancev, ki so okoli Bostona vzpostavili kolonijo, imenovano Massachusetts Bay. Njihov prvi guverner John Winthrop je še pred naselitvijo imel pridigo, v kateri je naslikal podobo Amerike »kot mesta na hribu«.  Winthropu in puritancem pripisujejo – samo deloma upravičeno – izvor ameriške zavesti o lastnem poslanstvu. Winthropova Zgodovina Nove Anglije (History of New England) je bila objavljena šele leta 1853. Med vodilne pridigarje prve generacije puritancev sodijo še Thomas Hooker, Richard Mather, Thomas Shepard und John Cotton. Zapustili so znatno število pridig, teoloških razprav in spisov o cerkveni zgodovini Nove Anglije. Tudi spisi disidenta Rogerja Williama o vprašanjih verske strpnosti in ločitve cerkve od države si zalužijo omembo. Mnogi puritanci – med njimi Winthrop in Shepard – so pisali dnevnike. To izrazito nagnjenje k samoopazovanju je povezano s skrbjo kalvinistov glede njihovega stanja milosti; puritanci so se nenehno ukvarjali z vprašanjem, ali je njihovo ravnanje Bogu povšeči. Prav tako so se ozirali za namigi Previdnosti v tostranstvu, še posebej v naravi.
Prvi dokumenti ameriške literature so potopisi in kronike prvih naselbin v Vriginiji in Novi Angliji, dalje dnevniki, pridige, teološki traktati in uporabna literatura, komajda pa kaka besedila, ki bi bila zložena z umetniškimi težnjami. To gre deloma pripisovati asketstvu puritancev. Posvetni užitki so jim bili tabu, gledališke predstave so bile dolgo prepovedane. Tudi v prozi so puritanci zahtevali neokrašen, preprost slog (plain style) in tako so bili pogoji za razvoj literarne tradicije kolkor mogoče slabi. Po drugi strani je bila Nova Anglija 17. stoletja družba z najvišjo stopnjo pismenosti na svetu. Za to so se imeli zahvaliti protestantski doktrini o sola scriptura, ki je preučevanju Biblije odkazovala osrednji pomen. Prva knjiga, natisnjena v severni Ameriki, je bila Bay Psalm Book (1640), nov metrični prevod Psalterja; z dvema milijonoma primerkov poleg Biblije daleč največkrat natisnjena knjiga kolonialnega obdobja pa je bila šolska vadnica in sicer leta 1690 prvič objavljeni New England Primer. Hkrati predstavlja tudi pričevanje o puritanskem pogledu na svet. Že s prvimi črkami se šolarjem vceplja predstavo o grešnosti človeka; prvi mnemotehnični rek se glasi: A: In Adams Fall We sinned all (A: v Adamovem padcu smo vsi grešili).
Edinole pesništvo se je lahko razvilo v Novi Angliji, toda tudi to – kot denimo Dan pogubljenja (Day of Doom, 1662) Michaela Wiggleswortha – je bilo pogosto koncipirano kot literatura za duhovno rast. Ta v prostih rimanih verzih zložena pesnitev o poslednjem dnevu je bila v mnogih gospodinjstvih poleg Biblije edina knjiga, ki so jo sploh dopuščali. Najpomembnejša puritanska pesnika sta bila Edward Taylor in Anne Bradstreet. Nekatere pesmi Bradstreet-ove so bile objavljene v Londonu pod naslovom Deseta muza, ki je nedavno vzniknila v Ameriki (The Tenth Muse Lately Sprung Up in America). Že naslov kaže na to, da je bilo dotlej komajda mogoče pričakovati Muzo v Ameriki. Pesmi Bradstreetove imajo pogosto za temo radosti zakonskega življenja in domačnosti. Taylor pa se je usmeril k metafizičnemu pesništvu Johna Donnea.
Vpogled v vsakodnevno življenje puritancev dajeta dnevnik sodnika Samuela Sewalla, od katerega so se ohranili zapisi iz let 1674-1677 in 1685-1729, in pa poročilo o potovanju od Bostona do New Yorka (The Journal of Madam Knight – Dnevnik gospe Knight), ki ga je zložila podjetnica Sarah Kemble Knight. Prvi izvirno ameriški žanr predstavlja captivity narrative (pripoved o ujetništvu), to se pravi poročilo o doživetjih belcev, večinoma žena, ki so pristali v indijanskem ujetništvu. Prvo in do danes najbolj znano je poročilo Mary Rowlandson, ki je bila ujeta leta 1675 skupaj s svojimi tremi otroci. Tja do 19. stoletja je doživelo številne izdaje in velja za prvi ameriški bestseller. Posebej nazorno slikanje življenja indijancev plemena Seneca se najde pri Mary Jemison, ki je bila ugrabljena leta 1758 med sedemletno vojno in je pozneje prostovoljno živela med indijanci.
Tudi naseljenci v Virginiji so bili pisci lastne zgodovine. John Smith, eden od ustanoviteljev Jamestowna, je leta 1608 napisal Resnično poročilo o dogodkih in nesrečah v Virginiji (A True Relation of Occurrences and Accidents in Virginia). Njegovo poznejše poročilo o njegovi domnevni rešitvi po indijanki Pocahontas je prešlo v ameriško folkloro. V bolj južnih kolonijah se je razvila v 17. stoletju aristokratsko zaznamovana in v primerjavi z Novo Anglijo posvetna kultura. Tamkajšnji najpomembnejši kronist je bil Robert Beverley s svojim delom The History and Present State of Virginia (Zgodovina in sedanje stanje Virginije, 1705). Na Jugu je cvetela tudi satira. Wlilliam Byrd je z Zgodovino razločitvene črte (The History of the Dividing Line, 1738) priskrbel bolj humorno verzijo zgodovine Virginije. Anonimni pisci so v Resnični in zgodovinski pripovedi kolonije Georgia (True and Historical Narrative of the Colony of Georgia, 1741) vzeli na muho ustanovitelje te kolonije. George Alsop je pisal o Marylandu, Ebenezer Cooke pa je svoj satirični ep o tej kolonij,  The Sot-Weed Factor (Prodajalec tobaka, 1708), zaključil s kletvijo, naj božja jeza »to deželo opustoši, kjer noben mož ni zvest in nobena žena čista« (»May Wrath Divine then lay these Regions waste Where no man's Faithful, or a Woman Chaste«).
Za krono puritanskega zgodovinopisja velja delo Magnalia Christi Americana (naslov je v latinščini in pomeni Velika Kristusova dela v Ameriki, 1702) Cottona Matherja. Mather, ki je bil najbolj učen puritanec v tretji generaciji priseljence, je v celoti objavil več kot 400 spisov. Po letu 1700 se je puritanizem kot religiozna in intelektualna sila že izčrpal in tudi prebivalci Nove Anglije so se začeli vedno bolj obračati k posvetnim rečem. Duhovniki so v podrobnih jeremijadah tožili nad zatonom nravi in »tako priskrbeli nekaj najbolj sočne proze tistega obdobja« (»thus providing some of the juiciest prose of the period«,  Perry Miller: Errand into the Wilderness). Zadnji upor načina življenja Nove Anglije predstavlja Great awakening (veliko prebujenje). To prenovitveno gibanje so 1733 sprožile ognjevite pridige Jonathana Edwardsa, ki je zahteval vrnitev k ortodoksnemu kalvinizmu. Med letoma 1739-40 je doseglo svoj vrh, leta 1741 pa je Edwards podal pridigo Sinners in the Hands of an Angry God (Grešniki v rokah jeznega boga), v kateri je podrobno opisal muke, ki čakajo grešnika pred njegovim stvarnikom. Še danes je ta pridiga poznana kot utelešenje puritanskega pogleda na svet. Edwards je pisal tudi pomembne teološke razprave in je zapustil dnevnik kakor tudi avtobiografijo Personal Narrative (Osebna pripoved). V letih 1722-23 je napisal v celoti 70 Sklepov (Resolutions), to so smernice za boguvšečen in discipliniran način življenja.
Podoben seznam 13 vrlin je nekako ob istem času napisal tudi Benjamin Franklin, toda ta pri njem ni versko motiviran. Franklinove maksime so veliko bolj zaznamovane z racionalističnimi idejami razsvetljenstva, kakor je bila tudi njegova poznejša poklicna pot v politiki. Svojo novinarsko in literarno kariero je začel v Bostonu, kjer je za časopis svojega brata pisal eseje o političnih in družbenih temah. V letih 1733−58 je vsako leto izdal Poor Richard's Almanac (Almanah Ubogega Richarda, Poor Richard je bil Franklinov psevdonim). K almanahu je prispeval predvsem aforizme, od katerih so mnogi prešli v pogovorni jezik. Ko se je konflikt med ameriškimi kolonijami in angleško matično državo zaostril, je postal Franklin ena vodilnih intelektualnih moči ameriškega gibanja za neodvisnost. Tako je napisal številne eseje in satire, ki so bili brani tako v Angliji kot v Ameriki. Njegova nedokončana Avtobiografija (1771-89) je bila prevedena v mnoge jezike.

### Neodvisnost in zgodnja republika
Neodvisnost in ustanovitev republike sta šli vštric s politizacijo literature; mnoga po letu 1776 nastala dela so zaznamovana s čezmernim patriotizmom. Že za časa življenja so vodilne osebnosti revolucije kot George Washington doživele literarno apoteozo, denimo junaški ep Timothyja Dwighta The Conquest of Canaan (Osvojitev Kanaana, 1785) ali tudi v nekaterih pesmih Phillis Wheatley, prve črnke, katere pesmi so bile objavljene. Dwight je skupaj z Noahom Websterjem, Johnom Trumbullom in drugimi pripadal skupini, imenovani Hartford Wits. Ta intelektualni krog je pisal pred vsem neoklasicistično liriko po angleškem vzoru, četudi je v Angliji ta oblika pesništva že davno prešla iz mode. Webster je v letih 1806-28 zložil Ameriški slovar angleškega jezika (An American Dictionary of the English Language); večina razlik v pravopisju med ameriško in britansko angleščino izvira iz njegove pravopisne reforme. Philip Freneau je pisal globoko domoljubne ode o revoluciji in mladi republiki, slavil je prednosti ameriških izdelkov kot sta tobak in rum ter risal zelo naklonjeno sliko o indijancih; pozneje je dobil vzdevek »pesnik ameriške revolucije« (»poet of the American revolution«). Tudi Pisma ameriškega kmeta (Letters of an American Farmer, 1782) francoskega priseljenca Hectorja St. John de Crèvecœurja slavijo marljivost in blaginjo Američanov.
Zgodnji ameriški romani se uvrščajo v tradicijo angleškega sentimentalizma, sledeč Samuelu Richardsonu; vendar se gibajo večinoma v območju pogrošnega romana. Večinoma stoji v središču dogajanja nedolžno dekle, ki jo zapeljuje bolj ali manj vetrnjaški občudovalec. V The Power of Sympathy (Moč sočutja, 1789), ki velja sploh za prvi ameriški roman in ga danes pripisujejo Williamu Hillu Brownu, se osvajano dekle še zmore upreti skušnjavi. V romanu Charlotte Temple (1791) Susanne Rowson se protagonistka vda in pade v pogubo. Ta roman o zapeljevanju je do leta 1900 doživel okoli 200 ponatisov in je najbolj brana ameriška knjiga prve polovice 19. stoletja. Prvi ameriški avtor, ki je iz pisateljevanja naredil poklic (a bil pri tem neuspešen), je bil Charles Brockden Brown. V letih 1798-99 je napisal, tudi zaradi denarne stiske, štiri grozljive romane: Edgar Huntly, Arthur Mervyn, Ormond in Wieland. Brown je tu povzel angleško tradicijo gotskega romana, le da je v Arthurju Mervynu prestavil kraj dogajanja iz zakletih gradov Evrope v ameriška mesta. Brown velja tako rekoč za predhodnika psihološkega romana in je imel velik vpliv na Edgarja Allana Poeja.
Prva ameriška pisatelja, ki sta si ustvarila ime tudi v Evropi in sta lahko živela od svojih knjig, sta bila Washington Irving in James Fenimore Cooper. Na oba so močno vplivali historični romani Walterja Scotta.
Irving je objavil leta 1819 zbirko esejev in kratkih zgodb z naslovom  The Sketch Book of Geoffrey Crayon, Gent. (Skicirka Geoffreyja Crayona, blagorodnega gospoda), v kateri je evropsko pripovedno snov pogosto presadil na ameriška tla. Danes se ga često označuje za utemeljitelja ameriške kratke zgodbe (short story). Njegovi romantični prikazi tako evropskega kot ameriškega podeželskega življenja se danes kažejo kot trivialni; danes sta širšemu občinstvu poznani samo še kratki zgodbi Rip Van Winkle in The Legend of Sleepy Hollow (Legenda o speči dolini). Irving je sestavil monumentalno biografijo o svojem soimenjaku, po katerem je dobil ime, Georgeu Washingtonu in o Krištofu Kolumbu.
Cooper je napisal prve pomorske in vohunske romane v ameriški književnosti, vendar je danes poznan pred vsem po svojih petih romanih o Usnjeni nogavici. Ti historični romani obravnavajo življenje na meji (frontier), na črti med »civiliziranim« svetom belih naseljencev in od indijancev poseljeno divjino. Kakor Irving je tudi Cooper prikazoval severnoameriške indijance kot plemenite divjake v Rousseaujevem smislu. Njegove literarne zasluge so bile pogosto postavljene pod vprašaj (znamenit je postal spis Marka Twaina The Literary Offenses of Fenimore Cooper – Literarne žalitve Fenimoreja Cooperja, 1895). Njegovi značaji so večinoma stereotipni, dogajanje je predvidljivo, slog neroden. Vendar Cooper v svojih romanih obravnava teme, ki imajo za ameriško kulturo poseben pomen: odpiranje zahoda, izrivanje indijanskih staroselcev in dvomljiva morala tega početja. S svojim poznim delom se je Cooper razšel s svojim občinstvom, ker je razvil vedno bolj konzervativno-aristokratsko držo nasproti ameriški demokraciji, ki jo je videl čedalje bolj kot vladavino drhali.
Na pragu romantike stoji s svojim zgodnjim delom William Cullen Bryant, ki daje jasno razpoznati Wordsworthov vpliv. V pesmih kot sta To a Waterfowl (Vodni ptici) in Thanatopsis (1817) slavi vzvišenost ameriške narave; z delom The Ages (Dobe, 1821) je zložil ambiciozno didaktično pesnitev o napredovanju človeštva.

### Romantika
Ameriška romantika je dosegla svoj vrh dobra tri desetletja po tem, ko je evropska že prekoračila svoj vrh, vendar je dala nekatera dela, ki danes spadajo v svetovno literaturo. Po standardnem delu literarnega zgodovinarja F. O. Matthiesena: American Renaissance. Art and expression in the age of Emerson and Whitman (Ameriška renesansa. Umetnost in izraz v dobi Emersona in Whitmana, 1941) se to obdobje pogosto imenuje American Renaissance (ameriška renesansa). Večinoma se razlikuje med »svetlo« romantiko transcendentalistov kot Emerson in Thoreau ter »temno« romantiko, h kateri sodijo Poe, Hawthorne in Melville.
Mejnik v tej dobi predstavlja leta 1836 objavlje esej Nature (Narava) Ralpha W. Emersona, v kateri je naravo označil kot najpomembnejši vir duhovnosti in s tem spoznanja. Emerson, bivši unitarijanski duhovnik, je v Concordu v Masschusettsu zbral okoli sebe krog enako mislečih ljudi. Ta tako imenovani »Transcendentalist Club« je dal ime transcendentalizmu, ki je potem kot filozofsko, religiozno in literarno gibanje imel velik vpliv na ameriško duhovno zgodovino. Skliceval se je na Kantovo transcendentalno filozofijo, ki jo je postavil v službo panteistični zanesenosti in jo povezal z daljnovzhodno in indijsko filozofijo in deloma z gnostičnimi elementi. Emerson in njegovi sledilci so razumeli naravo kot božansko, poudarjali so kreativni proces v naravnem svetu in predpostavljali, da obstaja vzporednica med univerzumom in posamezno dušo. Božansko, svetovna duša, ki prežema celotno realnost, in mistično spoznanje lepote in resnice narave vodita do izpolnitve človekovega namena. Intuiciji pri tem pripada višji pomen kot razumu, v procesu pisanja ima ustvarjalna sila pesnika kvazibožanski pomen, ker lahko ta s pomočjo svoje fantazije prenikne v resničnost in jo harmonično transcendira. Takšen proces lahko posameznika preobrazi in se odvija ločeno od splošnih resnic in preoddanih tradicij. Tako je Emerson zvrgel tudi organizirano religijo v korist intuitivne duhovnosti. Svojim idejam je sicer dal izraza v nekaterih pesmih, trajnega pomena pa so pred vsem eseji. Njegovo predavanje The American scholar (Ameriški učenjak, 1837) je bilo pogosto označeno kot »intelektualna deklaracija neodvisnosti« (Intellectual Declaration of Independence) Združenih držav.  
Henry David Thoreau si je leta 1845 izposodil denar od Emersona, da bi preživel dve leti v koči ob gozdnem jezeru Walden Pond blizu kraja Concord. Ob tem nikakor ni živel, kot se pogosto domeva, popolnom samozadostno in izolirano od zunanjega sveta – dobršen del Waldna (1854) obravnava druženje z njegovimi sosedi in njegove trgovske posle. Thoreaujev cilj je bilo »premišljeno živeti in se soočati samo z bistvenimi dejstvi življenja« (»to live deliberately, to front only the essential facts of life«). V Thoreaujevih opisih narave pogosto zveni Emersonov zanos, vendar njegove razlage o etiki in politiki in zlasti njegovo skrbno beleženje napravljajo Walden za zelo oseben dokument, ki se kaže hkrati prizemljen in utopičen. Prizadevanje za alternativnim življenjskim konceptom ga je pozneje, v šestdesetih letih 20. stoletja, naredilo za kultno knjigo hipijevskega gibanja. Thoreaujev politični esej Državljanska nepokorščina (Civil Disobedience, 1849) je med drugim vplivala na strategijo nenasilnega odpora pri Mahatmi Gandiju in Martinu Luthru Kingu; k temu je zaradi občudovanja, ki ga je čutil do narave, v 20. stoletju postal še ikona okoljskega gibanja.
Emerson je vedno znova zahteval, da se mora pesništvo osvoboditi evropskih vzorov, da bi zadostilo ameriškim posebnostim.  Želja se mu je izpolnila, ko mu je Walt Whitman poslal kopijo svojega zvezka pesmi z naslovom Leaves of Grass (v slovenščino prevedeno kot »Travne bilke«, 1855),  na kateri je Whitman delal do svoje smrti leta 1890. Whitman se je odpovedal verznemu metrumu in rimi in tako utrl pot prostemu verzu in to ne samo v ameriški liriki. Vplival je na francoske simboliste  (predvsem na Arthurja Rimbauda), prav tako na pesnike ameriške moderne. Whitmanove pogosto v obliki kataloga napisane elegije o mestih, gozdovih in ljudeh Amerike ga v očeh mnogih postavljajo za ameriškega pesnika par excellence. Tudi je postavil v ospredje telesnost človeka in čutnega sveta in je bil tako prvi znamenit pesnik , ki je tematiziral seksualnost, tudi svojo lastno homoseksualnost. Emersonova poduhovljena predstava o prenikanju v svet se je pri Whitmanu spremenila v izrecen tostranski holizem.
Romani in kratke zgodbe Nathaniela Hawthornea so nasprotno zaznamovani z globokim epistemološkim in metafizičnim skepticizmom. Njegovo teme so bile pogosto temne strani duše in družbe, to se pravi greh, krivda, kazen in nestrpnost. Že v svoji zbirki kratkih zgodb Twice-Told Tales (Dvakrat povedane zgodbe, 1836) je kazal naklonjenost do temačnega in pogosto okultnega simbolizma v tradiciji grozljivega romana Charlesa Brockdena Browna. V svojem romanu Škrlatno znamenje (The Scarlet Letter, 1850) se je spoprijel s strogo družbo svojih puritanskih prednikov. Navdušenje transcendentalistov mu je bilo le malo po godu. V letu 1841 je preživel  nekaj časa v transcendenatistično usmerjeni, utopični komuni Brook Farm in zabeležil propad tega eksperimenta v romanu na ključ imenovanem The Blithedale Romance, 1852. Kakor Emerson je bil tudi Hawthorne še za časa življenja kanoniziran kot utemeljitelj samostojne ameriške nacionalne književnosti.
Howthorne je bil vzor za Hermana Melvillea; njemu je posvečen roman Moby Dick (v slovenščino preveden kot Moby Dick ali kot Beli kit, 1851). Melville je že prej z določenim uspehom objavljal romane o Južnem morju in pomorščakih. Moby Dicka, roman o kitolovu, pa so kritiki neusmiljeno raztrgali tudi iz verskih razlogov, kajti Melville kaže v tej izjemno kompleksni knjigi naklonjenost do okultnega in satanističnega, do »črnine teme«. Roman je hkrati enciklopedični pregled gospodarskih, socialnih in znanstvenih vidikov kitolova ter obširna refleksija o temeljnih vprašanjih človeškega obstoja, o bistvu dobrega in zla, o omejenosti človekove spoznavne zmožnosti in o drugih religioznih in metafizičnih temah. Dikcija in forma romana sta temu dejstvu prilagojena in primerno raznolika, Mozaik kar najrazličnejših žanrov. Šele na začetku 20. stoletja je bil okus dobe zrel za to knjigo in v pozabo potisnjeni Melville je postal ob svojem času eden od botrov modernizma. Po neuspehu Moby Dicka je Melville zaman poskušal zopet vzpostaviti svoj ugled, tudi kvalitete njegovih poznejših del, še posebej krajših proznih sestavkov kot sta Billy Budd in Bartleby the Scrivener (Pisar Bartleby), so doživele priznanje šele dolgo po njegovi smrti.
Emily Dickinson je preživela svoje življenje v majhni vasi Amherst, v Massachusettsu, odmaknjeno in neopažena s strani literarne scene Nove Anglije ter je napisala skupaj 1775 pesmi, od katerih jih je bilo le sedem natisnjenih za časa njenega življenja.  Šele po letu 1950 so bile njene pesmi odkrite in postale znane širši javnosti. V njeni natančni in pogosto nenavadno moderni liriki se izraža globoka duhovnost, pogosto pa goli eksistencialni obup.
Edgarju Allanu Poeu so bili transcendentalisti iz Nove Anglije sumljivi; vendar je bilo to vsekakor obojestransko. Njegove temačne kratke zgodbe so imele trajen vpliv na razvoj fantastične in grozljive literature, s pripovedjo The Murders in the Rue Morgue (Umora v Rue Morgue, 1841) pa je iznašel detektivsko zgodbo. Tudi znanstveno-fantastična literatura mu je dolžna zahvalo za odločilne impulze. Vendar gre v njegovem edinem romanu Arthur Gordon Pym (1838) za realistično predstavljeno potovanje na južni tečaj, v drugih zgodbah pa denimo za napredek v poletih z balonom ali za ponovno obuditev mumij s pomočjo Voltovega stebra. Poeju je pri tem uspelo spraviti svoje pripovedi v časopise kot reportaže, povsem kot pri ekskluzivnem novinarstvu, k čemur je prispevalo to, da za razliko od romantične, fantastične književnosti ni samo fabuliral, pač pa je povezoval najnovejša spoznanja naravoslovnih ved s pripovednimi domisleki. Njegove zasluge na področju lirike današnji literarni kritiki dvoznačno presojajo. Nekatera njegovih pesniških del so prej vešča kot pa umetniško uspela, po drugi strani pa mu je uspelo – tudi s pomočjo izoblikovane pesniške teorije (The Poetic Principle – Poetično načelo, 1850 in The Philosophy of Composition – Filozofija kompozicije, 1846) – privesti liriko onkraj romantike in realizma do simbolistične in zvočne poezije. Nekatere njegovih pesmi kot denimo Krokar (The Raven) ali Annabel Lee spadajo med najbolj citirane in parodirane in to ne samo v ameriški literaturi. Po njegovi zgodnji kakor tudi tragični smrti leta 1849 je Poe pristal, če že ne v pozabi, pa vsaj na slabem glasu. Vendar so v Franciji njegova dela v prevodu Baudelairea in Verlainea uživala veliko priljubljenost in šele preko tega stranskega ovinka je postal Poejev genij naposled poznan tudi v ZDA.
Do začetka 20. stoletja so bili v kanonu ameriške literature ob bok Emersonu in Hawthorneu postavljeni tudi avtorji, katerih ugled je do danes zbledel, ker so se njihova dela poznejšim kritikom kazala kot preveč konvencionalna: Oliver Wendell Holmes, Henry Wadsworth Longfellow in James Russell Lowell. Prišteva se jih med tako imenovane bostonske brahmane (Boston Brahmins), izvirajo torej (z izjemo Longfellowa) iz najodličnejših bostonskih družin in so bili vsi povezani z univerzo Harvard. Longfellow je bil tu prvi profesor za moderne jezike in ga je na tej funkciji leta 1855 nasledil Lowell. Tudi zgodovinopisce Francisa Parkmana, Williama H. Prescotta in Johna L. Motleyja se zaradi njihove stilistične virtuoznosti in pripovednega značaja njihovih del prišteva k literarni zgodovini ZDA. Prescott je napisal obsežna dela o zgodovini Španije in njenih kolonijah v Novem svetu, J. Lothrop Motley pa se je lotlil z nič manj epske širine zgodovine Nizozemske; Parkman je postal znan zaradi svojih del o kolonialni zgodovini ZDA in Kanade.
Končno velja še zabeležiti, da je v vsem 19. stoletju trivialna literatura obvladovala knjižni trg, kar je Hawthornea pripravilo do izjave, da je Amerika popolnoma prepuščena »prekleti drhali kracajočih žensk« (»to a damned mob of scribbling women«). Kot najbolj vidne predstavnice med temi ženami naj bodo imenovane Susan Warner (The Wide, Wide World, 1850), Fanny Fern (Ruth Hall, 1854), Emma Dorothy Eliza Nevitte Southworth (The Hidden Hand, 1859) in Augusta Jane Evans Wilson (St. Elmo, 1866). Toda tudi moški so pisali senzacionalistično literaturo; tu naj navedemo grozljivi roman Georgea Lipparda »The Quaker City or the Monks of Monk Hall« (1845). Med trivialno literaturo se poleg tega prištevajo še številni romani treznostnega gibanja, v katerih se na pogosto drastičen način prikazujejo posledice alkoholizma.

### Abolicionizem in državljanska vojna
V 19. stoletju se je med severnimi in južnimi zveznimi državami zaostril konflikt glede zakonitosti suženjstva. Bojeval se je tudi z literarnimi sredstvi. Pomembno vlogo pri abolicionizmu so igrali kvekerji kot denimo že v 18. stoletju potujoči pridigar John Woolman. Njegova avtobiografija je tudi v literarnem oziru vredna omembe. John Greenleaf Whittier, prav tako kveker, je obsojal izkoriščanje sužnjev predvsem kot novinar, toda tudi v pogosto ponatisnjenih pesmih kot Ichabod (Ikabod). Abolicionizem je ustvaril tudi zajeten korpus zelo melodramatične trivialne književnosti, ki naj bi razgalila razmere na ameriškem jugu. Toda tudi slave narratives (suženjske pripovedi), to se pravi avtentična poročila, ki so jih sestavili nekdanji sužnji sami, so dosegale visoke naklade. Že leta 1789 je avtobiografija Olaudaha Equianoja postala prodajna uspešnica, v 19. stoletju pa gre zlasti omeniti Fredericka Douglassa in Harriet Jacobs. V posledicah najbolj daljnosežen roman v ameriški zgodovini se je pojavil leta 1852; Koča strica Toma (Uncle Tom's Cabin) Harriet Beecher Stowe je postala na severu prodajna uspešnica in je bila tako eden od poglavitnih razlogov za radikalizacijo abolicionizma.
Leta 1861 je izbruhnila državljanska vojna in privedla na obeh straneh do navala patriotizma, ki se je odrazil  tudi v literaturi. Henry Timrod in James Ryder Randall sta pesnila v podporo načel južnih držav, na Severu je postala Battle Hymn of the Republic (Bojna himna republike) Julie Ward Howe domoljubna izpoved. Eden izmed pisateljev, ki se je kot vojak boril v tej štiri leta trajajoči vojni, je bil Ambrose Bierce, ki je svoje izkušnje obdelal v kratkih zgodbah. Tudi Walt Whitman in Melville sta pisala pesmi o klanju na bojnih poljih.
Vendar je vojna postala osrednja tema in travma šele v poznejših letih, še zlasti v literaturi južnih držav. Izstopajoče knjige na to temo so Rdeči znak hrabrosti (The Red Badge of Courage, 1895) Stephena Cranea, romani o fiktivnem okrožju Yoknapatawpha (30. leta 20. stoletja) Williama Faulknerja, John Borwn's Body (Truplo Johna Browna, 1928) Stephena Vincenta Beneta in nenazadnje V vrtincu (Gone with the Wind, 1836) Margaret Mitchell, ki je najbolj prodajan ameriški roman vseh časov.

### Realizem
Po državljanski vojni je v ameriški literaturi dajal pečat socialnokritični ton. ZDA so bile dežela v prekrajanju. Množično priseljevanje, industrializacija in urbanizacija so spremenili družbo v temelju. Mnogo brani romani Horatia Algerja sicer evocirajo »deželo neomejenih možnosti«, toda vpričo socialne realnosti opisujejo mnogi pisatelji tega časa temne strani kapitalističnega gospodarskega sistema. Vzporedno z evropsko literaturo so leta do nekako 1900 večinoma povzeta pod oznako realizem. Seveda pa se ne da celotne literarne produkcije teh let vključiti pod ta program realističnega prikazovanja. Tako je bila najbolj prodajana knjiga tega obdobja zgodovinski roman Ben Hur (1880), ki ga je zložila general v državljanski vojni, Lew Wallace. Edward Bellamy je mogel s svojim utopičnim romanom Looking Backward 2000-1887 (Gledati nazaj 2000-1887, 1888) doseči podobno visoke naklade. Po vzoru Longfellowa in viktorijanskih angleških pesnikov tistega časa so mnogi tedaj ugledni pesniki pisali konvencionalno liriko, ki je danes pristala v pozabi. Tako je danes Emma Lazarus poznana samo še zaradi tega, ker je njen sonet The New Colossus (Novi kolos, 1883) vgraviran v podstavek kipa svobode.
Po državljanski vojni je Nova Anglija izgubila svojo gospodarsko in literarno nadvlado. Težišče literarne dejavnosti se je prestavilo iz Bostona v New York in ob koncu tega stoletja sta tudi Chicago in San Francisco lahko pokazala živahno literarno dejavnost. Mnogi pisatelji z veljavo so v tem času prihajali z Srednjega zahoda: Mark Twain iz Missourija, William Dean Howells iz Ohia, Frank Norris iz Chicaga. Tako je tudi dobršen del literarne produkcije regionalno zaznamovan. Local color literature, neka oblika domačijske književnosti, je poskušala podati posebnosti različnih delov dežele in se je v ta namen pogosto posluževala vsakokratnega dialekta.
V to regionalno književnost se da uvrstiti tudi zgodnje delo Marka Twaina; ima pa vsekakor svoje mesto tudi v svetovni književnosti. Prigode Huckleberryja Finna (Adventures of Huckleberry Finn, 1885) veljajo danes mnogim kritikom za glavnega kandidata za naslov veliki ameriški roman (great american novel). V svojih opisih življenja ob in na Mississippiju in na ameriškem zahodu se je izkazal za natančnega opazovalca vsakodnevnega življenja, toda tudi za zajedljivega kritika ameriške družbe. Po eni izmed Twainovih satir iz leta 1873 se čas od 1870 do 1890 danes pogosto imenuje pozlačena doba (gilded age). Twain je zložil veliko število romanov, potopisov, utopij in satir na najrazličnejše teme. Na starost je na svet gledal vedno bolj pesimistično. Njegov vpliv na razvoj ameriške literature je ogromen. William Faulkner ge je označil kot »prvega res ameriškega pisatelja«.
Twain je bil tudi zgled za »frontier humor« (»mejaški humor«), to je poseben humor, ki se je razvil na meji poselitve in čigar naklonjenost do nezmernega pretiravanja in grobih šal je tudi značilnost literature ameriškega zahoda. Bret Harte se s svojimi opisi pionirjev v Kaliforniji prav tako uvršča v to tradicijo kakor tudi Artemus Ward in Ambrose Bierce s svojimi satirami. Bierce je poleg tega napisal kratke zgodbe o državljanski vojni in nekatere danes že klasične grozljive zgodbe in zgodbe o duhovih.
Južne države so bile po državljanski vojni gospodarsko na tleh in so bile tudi politično brez pomena. V njihovi književnosti se je pogosto nostalgično poveličevalo »dobre stare čase« pred vojno, tako denimo v delih Thomasa Nelsona Pagea in Joela Chandlera Harrisa; pri Georgeu Washingtonu Cableu in Charlesu Waddellu Chesnuttu pa se nasprotno družbo na jugu močno kritizira. Pesnik in glasbenik Sidney Lanier je pisal bolj temačne ode o svoji domovini Georgii, pogosto v narečju. Kate Chopin je pisala o kreolsko zaznamovani družbi v Luisiani in izzvala leta 1899 škandal z romanom Prebujenje (The Awakening), ko je tematizirala zakonolom in mešane zakone. Ta roman je bil kmalu pozabljen, šele od 60. let 20. stoletja dalje ima svoje trdno mesto v kanonu.
Feministični literarni vedi velja Chopinova za ikono ženskega gibanja, prav tako Charlotte Perkins Gilman. Njena do realnosti kritična utopija Herland (1915) je napravila za temo androcentrične konstrukcije in oblikovanja realnosti v severnoameriški kulturi in zraven uvedla pojem androcentrizem, ki je danes osrednji termin v študijah o spolih; tudi to delo je – drugače kot njena leta 1899 nastala, znana pripoved The Yellow Wallpaper (Rumena opona) – zaslovelo šele v 70. letih 20. stoletja. Feministične tendence se da prepoznati tudi v delih Louise May Acott, katere trilogija Majhne žene (Little Women) ima pomen, kateremu v nemško govorečem prostoru ustreza serija knjig, imenovana Nesthäkchen (Benjaminček) pisateljice Else Ury (gre za mladinske romane o odrščanju najstniških deklet v meščanskih družinah). Sarah Orne Jewett je na prelomu stoletja zložila nekaj humorističnih romanov o družbi Nove Anglije.
Za očeta meščanskega realizma kot literarnega toka velja William Dean Howells, ki se je usmeril po evropskih zgledih kot sta Ibsen in Tolstoj. V številnih romanih, kratkih zgodbah in dramah je obravnaval predvsem življenje ameriškega srednjega sloja, prikazoval pa je, denimo v svojem najbolj znanem romanu »The Rise of Silas Lapham« (»Vzpon Silasa Laphama«), tudi napetosti med družbenimi sloji. Howells se je kmalu povzpel na položaj botra newyorške literarne scene.
V delih Henryja Jamesa je European theme, evropska tema, to je antagonizem med »starim svetom« Evrope s svojo dolgo kulturno tradicijo in naivnostjo »novega sveta«, pogosto igrala osrednjo vlogo. Ker se je leta 1875 naselil v Angliji, si ga pogosto zase lasti tudi angleška literatura. Njegovi romani se odlikujejo po skrbnem opisu notranjega življenja pri njegovih likih, še posebej pri ženskih figurah, na primer Portret neke gospe (The Portrait of a Lady, 1881). Ta psihološki realizem je imel velik vpliv na pisatelje modernizma, denim na tehniko toka zavesti (stream of consciousness, pojem je skoval njegov brat, filozof William James). Jamesovo poudarjanje, da je potrebna stara civilizacija, da se sprosti ustvarjalna moč romanopisca, stoji v nasprotju s tedaj propagirano emancipacijo ameriške literature  in tako se je moral braniti pred nekaterimi napadi. Toda tudi neizmerna, četudi pogosto utrujajoča natančnost sloga in pomanjkanje dogajanja v njegovih delih sta mu prinesla veliko posmeha.
Kakor James je tudi Edith Wharton pisala najraje o zgornjih družbenih slojih, še posebej o najvišji družbi v New Yorku, iz katere je tudi sama izhajala. Vendar v svojih delih pogosto v posmehljivem tonu razgalja družbene konvencije le-te kot licemerske; diskretno tudi tematizira potlačeno seksualnost. Henry Adams se je lahko ponašal s še bolj imenitnimi predniki: bil je neposredni potomec dveh ameriških predsednikov, Johna Adamsa in Johna Quincyja Adamsa. Njegov lastni neuspeh na političnem kakor tudi osebnem področju ga je privedel do globoko pesimističnega pogleda na svet, ki ga je v svoji avtobiografiji The Education of Henry Adams (Vzgoja Henryja Adamsa, 1907) razširil z družbenega okvirja na komične dimenzije.

### Naturalizem
Realizem se je tako kot v evropski literaturi radikaliziral tako v prikazovanju kakor tudi v političnem oziru in tako prešel v naturalizem. Množična beda po mestih je postala prevladujoča tema v literaturi, z vsemi svojimi temnimi stranmi: razbitje družin in zakonov, alkoholizem, kriminal in prostitucija. Socialnodarvinistično zaznamovana predstava o svetu je sedaj prikazovala človeka kot nagonsko bitje, družbo pa kot neprestani boj med posamezniki. Če je ta teza mnogim industrialcem služila za opravičevanje kapitalizma, pa je pri mnogih naturalističnih pisateljih čutiti določeno nostalgijo po humanističnih vrednotah. Njihova dela se povezujejo s pozivom k socialnim reformam, ki se je v politiki zrcalil v progresivizmu Theodorea Roosevelta, v radikalnejši obliki pa tudi v vedno močnejšem socializmu.
Glavna tema Stephena Cranea je bila vojna: kot vojni dopisnik je delal reportaže iz špansko-ameriške vojne, njegov roman The Red Badge of Courage (Rdeči znak hrabrosti, 1895) je na ozadju ameriške državljanske vojne postavil pod vprašaj vojaško predstavo o časti. Jack London je kot pustolovec prepotoval Južno morje in se med zlato mrzlico preselil na Aljasko. Njegove izkušnje so se stekle v romane The Sea-Wolf (Morski volk, 1904), The Call of the Wild (Klic divjine, 1903) in White Fang (Beli očnjak, 1906), v katerih je tematiziral človeško bitje v borbi za preživetje v naravi; v knjigi Kralj alkohol (John Barleycorn, 1913) se je lotil bede mestnega proletariata. Svoja poznejša dela je postavil v službo socialističnih idej. Frank Norris je tako kot London pripadal radikalni literarni sceni v San Franciscu. Njegovi od klasičnega Zolajevega naturalizma navdihnjeni romani imajo za temo trdo življenje v Kaliforniji, domnevno obljubljeni deželi. McTeague: A Story of San Francisco (McTeague: Zgodba iz San Fracisca, 1899) ima za temo zavraten umor, ki ga neki zobozdravnik zagreši nad svojo ženo, The Octopus: A Story of California (Hobotnica, v slovenščino prevedeno kot Polip: Zgodba iz Kalifornije, 1901) pa boj kalifornijskih pridelovalcev pšenice proti neprilikam narave in kapitalizmu. Ameriški naturalizem je bil v svojem razvoju oslabljen tudi zaradi zgodnje smrti njegovih protagonistov: nobeden od treh imenovanih ni dočakal več kot 40 let.
Z pojmom muckraker (tisti, ki grebe po umazaniji) so na prelomu stoletja označevali socialne reformatorje, ki so pogosto katastrofalne življenjske razmere nižjih slojev napravljali za predmet javne zavesti. Delo Jacoba Riisa How the Other Half Lives (Kako živi druga polovica, 1890) je eno od prelomnih del raziskovalnega novinarstva. Upton Sinclair je v Džungli (The Jungle, 1906) razkril slabe higienske razmere v čikaških klavnicah, pa tudi izkoriščanje delavcev. Objava tega romana je še istega leta privedla do izdaje nove higienske uredbe za mesno predelavo.
Sestra Carrie (Sister Carrie, 1901) Theodorea Dreiserja obravnava moralni padec in socialni vzpon kmečkega dekleta, ki ga zanese v Chicago. Če je bil ta roman v svojem času še brez odmeva, pa so Dreiserjeva poznejša socialistično ubrana dela (An American Tragedy – Ameriška tragedija, 1925) imela velik vpliv na neonaturalistično prozo 30. let 20. stoletja, denimo na Erskinea Caldwella, Johna Steinbecka in Jamesa Thomasa Farrella.

### Modernizem
Modernizem se je v ameriški literaturi začel v liriki in je bil na začetku gibanje v izgnanstvu. Gertrude Stein se je leta 1902 naselila v Parizu, Ezra Pound, Hilda Doolittle (znana po začetnicah H. D.) in Thomas Stearns Eliot so po prvi svetovni vojni odšli v London, njim so imeli v naslednjih letih preko Atlantika slediti še številni pisatelji in pesniki (Conrad Aiken, Djuna Barnes, Francis Scott Fitzgerald, Ernest Hemingway). V salonih Pariza in Londona je ta »izgubljena generacija (»Lost Generation« po Gertrude Stein) našla to, kar je v ZDA pogrešala: literarno avantgardo z veseljem do eksperimentiranja. Tako je razvoj ameriške in evropske lirike v tem času med seboj tesno povezan, kar se zrcali tudi v življenjepisih njenih protagonistov: T. S. Eliot je leta 1927 postal britanski državljan, angleški pesnik Wystan Hugh Auden pa je leta 1946 postal Američan. Nekateri izgnanci, kot Eliot, so do smrti ostali v Evropi ali pa so se vrnili šele po drugi svetovni vojni kot Steinova in Pound; vendar se je večina vrnila v svojo domovino že potem, ko so videli, da je gibanje šlo preko svojega vrha. Njihovo streznitev je zabeležil Malcolm Cowley leta 1934 v delu Exile's Return (Izgnančeva vrnitev).
Drugi književniki se niso mogli ogreti za evropsko kulturo in so svojo nalogo videli v obravnavi specifično ameriških tem, pogosto v tipično ameriškem stilu. Tako ločujemo, še posebej v pesništvu, kozmopolite kot Steinova, Pound in Eliot od »domačih rastlin« kot William Carlos Williams in Hart Crane. Središče modernizma v ZDA je postal New York, tako v literaturi kot v upodabljajočih umetnostih. Začetek modernizma se tu pogosto postavlja v leto 1913, ko je umetniška razstava z naslovom »Armory Show« odprla svoja vrata. V New Yorku je bil prvotno boter avantgarde fotograf Alfred Stieglitz, Dorothy Parker in Francis Scott Fitzgerald sta tu postala kronista »divjih dvajsetih« in »dobe jazza« in John Dos Passos je z delom Manhattan Transfer (1925) napisal najbolj poznan velemestni roman v ameriški literaturi.
Zlasti po prvi svetovni vojni je bila literatura modernizma zaznamovana s kulturnim pesimizmom, ki je bil včasih nostalgičen, včasih fatalističen. Fitzgerald je v svojem prvem romanu To stran raja (This Side of Paradise, 1920) napisal, da je njegova generacija prišla do spoznanja, da »so vsi bogovi mrtvi, vse vojne dobojevane, vse vere v človeku omajane« (»all Gods dead, all wars fought, all faiths in man shaken«). Književnost je v 20. in 30. letih postala vedno bolj politična, ko se je v družbi zaostril konflikt med konzervativnimi in progresivnimi silami. Henry Louis Mencken je kot poročevalec pisal vzvišeno posmehljive komentarje o procesu zoper Scopesa (šlo je za sodni proces proti učitelju, ki je v nasprotju z zakoni zvezne države Tennessee poučeval evolucijo v javni šoli). Ko sta bila leta 1927 usmrčena anarhista Sacco in Vanzetti, so imeli pred vrati zapora mirno zborovanje John Dos Passos, Langston Hughes in Edna St. Vincent Millay. Mnogi pisatelji so se obrnili k socializmu in so objavljali v levih časopisih, kot sta New Masses in Partisan Review. Proletarska književnost je po gospodarski krizi dosegala z deli kot sta trilogija ZDA (U.S.A., 1930-36) Dosa Passsosa in Sadovi jeze (The Grapes of Wrath, 1939) Johna Steinbecka svoj vrh; po moskovskih procesih in po nemško-ruskem paktu o nenapadanju se je mnogo avtorjev zopet odvrnilo od socializma.
Pesniki modernizma so se poskušali osvoboditi formalnih spon. Pogosto so opuščali konvencionalne pesniške oblike v prid prostemu verzu. Eksperimenti z novimi tehnikami kot montaža ali vizualna poezija so ustrezali razvoju v glasbi (atonalnost) in v upodabljajoči umetnosti (kubizem) tistega časa. Subjekt in s tem lirski jaz se je pogosto umaknil zmešnjavi glasov različnih oseb, za katerimi se je skril pesnik. Obrat k jeziku je sedaj odločilen; odseva jezikovni obrat v filozofiji. Pond je svetoval bodočim pesnikom, da morajo kupiti slovar, da se naučijo pomena besed, in se je napravljal, da bo očistil angleški jezik zgodovinskega in ideološkega balasta. William Carlos Williams je opredeli pesem kot »stroj, narejen iz besed« (»machine made of words«). Jezikovni esteticizem modernističnih pesnikov je pri tem zavestno zavračal preproste ali sploh kakršnekoli poskuse razlage; znamenit je rek Steinove »vrtnica je vrtnica je vrtnica« (»A rose is a rose is a rose«).
V literarni teoriji se je vzporedno s to poetiko razvil »novi kriticizem« (»new criticism«). Obrnil se je proti akademski literarni kritiki, ki se je pogosto omejevala samo na zgodovinske, psihološke in biografske detajle pri pesmi ali pesniku, in pa proti predpostavki, da vsaka pesem vsebuje »prozni pomen« ali celo neko moralno poanto, ki mora skozi akt interpretacije postati vidna. Namesto tega so se sklicevali na pomen simboličnega jezika kot sredstva spoznanja, da bi pokazali, po besedah Cleanthea Brooksa, »kaj pesem pove kot pesem« (»what the poem says as a poem«).
Glavni predstavniki novega kriticizma so bili John Crowe Ransom, Allen Tate in Cleanth Brooks, ki so se vsi našli leta 1920 na univerzi Vanderbilt v Nashvilleu. Na začetku svoje kariere so ustanovili pesniško združenje, imenovano Fugitives (Ubežniki). Vendar je za njihovo docela moderno liriko tičal izrecno konzervativen pogled na svet, ki so ga leta 1930 razglasili v manifestu »I'll take my stand« (»Zavzel bom svoje stališče«). Dvanajst avtorjev pamfleta in njihovi sledilci so postali znani kot Southern agrarians; postavili so ideal organske, v domači grudi zasidrane družbe. To so videli kot še obstoječo v južnih državah, pa čeprav je bila ogrožena od industrializacije in urbanizacije. Pripadniki tega gibanja so na začetku našli mnogo privržencev, vendar so prišli na slab glas, ko so se nekateri člani skupine  povezali s fašističnim gibanjem Sewarda Collinsa. Vendar se Tate, Ransom in Brooks niso hoteli obrniti k tej radikalizaciji in so se namesto tega posvetili literarni kritiki in didaktiki. Učbenik »Understanding Poetry (Razumeti poezijo, 1939), ki sta ga sestavila Brooks in Robert Penn Warren, je bil vse do 70. let vodilni učbenik na ameriških kolidžih. Na ta način so že zgodaj poskrbeli za kanonizacijo modernizma kot nove ameriške klasike.
Tud pri Eliotu in Poundu se je modernizem pokazal kot dvorezni meč. Umetnost se jima je kazala kot zadnje pribežališče reda in humanističnih vrednot v kaotičnem svetu. Iz te drže je izhajal tudi deloma ošabni elitizem. V poznejših letih se je pri njima pokazala tudi temnejša stran modernizma: Eliot je vzbudil pozornost z antisemitskimi izjavami, Pound pa se je preselil v Italijo, tam še med vojno v radijskih nagovorih  na ameriške vojake branil italijanski fašizem in bil po koncu vojne obtožen zaradi veleizdaje. Pound je postal z znamenitim bojnim klicem »Make it new!« (»Naredi to novo!«) vodilna osebnost angleško govorečega modernizma. Najprej je obudil k življenju imagizem, nato še vorticizem, vendar pa je od 1915 dalje delal predvsem na svojem monumentalnem delu The Cantos (Spevi). Teh 117 spevov obravnava nepregledno enciklopedično izobilje tem in literarnih vzorov, pogosto na meji razumljivosti ali celo v kitajskih pismenkah, od Konfucija preko Thomasa Jeffersona tja do Mussolinija. Pound je tako napisal obsežno, četudi zelo samosvojo zgodovino sveta. Čeprav je delal na Spevih do svoje smrti leta 1972, so ostali nedokončani. Tudi Eliot se ni več vrnil v ZDA. Prevzel je britansko državljanstvo, se spreobrnil v anglikanizem in opustil svoj nekoč zelo izrazit ameriški naglas. Leta 1922 je objavil danes najbolj poznano pesem angleško govorečega modernizma: The Waste land (Pusta dežela) komajda pušča razbrati še kako pripovedno koherenco, je pa prepredena s številnimi citati in fragmenti iz literarne zgodovine, od Homerja do Oswalda Spenglerja, ki jih je Eliot navedel v dodatku k pesnitvi in jih delno pojasnil. Pusta dežela je razočaran komentar o stanju civilizacije, v katerem se izraža hrepenenje po duhovni gotovosti, ki se zdi v racionaliziranem svetu komajda še možna. Bolj kot šala zamišljeno delo »Old Possum's Book of Practical Cats« (v slovenščino prevedeno kot Mačke, 1939) se je izkazalo za bolj primerno za množice in je predstavljalo predlogo za musical Cats (Mačke) Andrewa Lloyda Webberja. Eliot je mogel tudi kot gledališki avtor pozneje slaviti uspehe.
Gertrude Stein, ki je z Tremi življenji (Three Lives, 1905–1906) objavila še razmeroma konvencionalen prozni eksperiment, se je pod Poundovim vplivom prav tako obrnila k liriki. Njene pesmi so pogosto podobne zvočni poeziji, so torej bolj zavezane zvenu kot pomenu. Zgled pri tem ji je bilo Cézanneovo slikarstvo in vedno bolj abstraktna dela njenega prijatelja Picassa. Poundova tedanja sopotnica Hilda Doolittle, ki je objavljala samo pod svojima začetnicama H. D., se je v svojem pesništvu lotila klasičnih tem vojne in nasilja iz žesnke, občasno feministične perspektive. Amy Lowell, premožna lahkoživka, se je prav tako navdihovala pri Poundu. Njen slog je bil resnično samosvoj, tako da je Pound posebej zanj iznašel pojem »amygizem«.
William Carlos Williams je poskušal sledeč Waltu Whitmanu pisati demokratično, to se pravi dostopno, vendar moderno liriko. Ni se dal zvabiti Evropi in se je naselil v New Jerseyju, kjer je do svoje smrti delal kot zdravnik. Vsakdanje življenje majhnega mesta Rutheford je predstavljalo snov za njegove pesmi, od miniatur do pet zvezkov obsegajočega ciklusa »Paterson«. Tudi Hart Crane se je lotil ameriških tem. Nagibal se je tako kot Eliot k akademskemu obskurantizmu, obdržal pa je močan formalizem. V epski pesmi The Bridge (Most, 1930) je Brooklynski most osrednja metafora za mistične kot tudi profane vidike Amerike. Edward Estlin Cummings je eksperimentiral s konkretno poezijo in z besednimi igrami, ki so pogosto mejile na nesmisel, z Ogromnim prostorom (The Enormous Room, 1922) pa je tudi napisal najpomembnejši roman o izkušnjah iz prve svetovne vojne.
Pesništvo Wallacea Stevensa se vrti okoli možnosti sekularne transcendence: iskanje neposredne izkušnje v svetu, zapuščenem od boga. V slikarstvu impresionizma in v literarnem simbolizmu evropskega pečata je videl možnost, da se s pomočjo preizpraševanja danega preko domišljije razširi doživljanju dostopno resničnost človeka. Tako kot Stevens se je tudi Robert Frost s svojimi pesmimi o svoji domovini, Novi Angliji, uvrščal v tradicijo romantike. Od vseh naštetih pesnikov je najbolj dostopen, tako da so ga še za časa življenja slavili pod naslovom »poet laureate«. Tako ga je tudi doletela čast, da je leta 1961 ob inavguraciji predsednika Johna F. Kennedyja recitiral svojo pesem »The Gift Outright« (v slovenščino prevedeno kot »Podarjeno brez zadržka«).
Delo Carla Sandburga se kaže kot prvobitno ameriško, ob priložnostih celo folklorno; dobršen del obravnava življenje v Chicagu. Kot precej konvencionalna se kaže tudi lirika Stephena Vincenta Beneta, ki je zložil epe o državljanski vojni (John Brown's Body – Telo Johna Browna, 1928) in o širitvi Združenih držav na zahod (Western Star – Zahodna zvezda, 1943). Obema deloma je bila podeljena Pulitzerjeva nagrada. Navede naj se še pesemi Don Marquis-a o pesnikujočem ščurku in ostareli mački, ki sta se imenovala archy in mehitabel; pesmi so se pojavljale od 1916 dalje v različnih časopisih.
Tudi proza modernizma je zaznamovana z jezikovnimi eksperimenti. Eno skrajnost predstavlja skopi slog Ernest Hemingway-a, drugo bohotni stavki Williama Faulknerja. Hemingwayevi stavki so kratki, besednjak enostaven in očiščen abstraktnih in emocionalnih izrazov. Na stara leta je svojo minimalistično tehniko označil kot princip ledene gore: »Vedno poskušam pisati po principu ledene gore. Za vsak njen del, ki se kaže, jih je sedem osmin pod vodo. Vse, kar veš, lahko odstraniš, pa bo ledeno goro samo še ojačalo. To je del, ki se ne kaže.« (»I always try to write on the principle of the iceberg. There is seven-eighths of it underwater for every part that shows. Anything you know you can eliminate and it only strengthens your iceberg. It is the part that doesn’t show.«) Faulknerja je nasprotno po lastni izjavi gnala potreba, da bi celotno zgodbo človeštva povedal v enem stavku, in tako neki stavek v njegovi kratki zgodbi Medved (The Bear, 1942) dosega več kot 1800 besed. Njegovi romani se kažejo fragmentirani skozi pogosto menjavanje pripovedne perspektive, pogosto prekinjeni z  sanjskimi pasažami, napisanimi v tehniki toka zavesti, tako da si mora bralec iz mnogih drobcev sestaviti celotno sliko. V trilogiji »ZDA« Johna Dos Passosa se izmenjavajo konvencionalna proza, tok zavesti ter montaža iz časopisnih člankov, oglasov in drugih »found objects«.
Hemingway je najmanj tako znan po svojem razgibanem življenju kot je po svojem delu. Njegova naklonjenost do lepih žena, njegova bikoborba, ribolov na odprtem morju, lov na divje živali, njegova udeležba v prvi svetovni vojni, pozneje v španski državljanski vojni in na koncu njegov samomor ga napravljajo za skoraj mitični lik. Njegove izkušnje iz vojn in popotovanj so mu priskrbele tudi snov za njegove romane in kratke zgodbe. Hemingway-eve osebe utelešajo kljub vsemu razblinjanju iluzij ideal moškosti, ki se dozdeva skoraj mačističen in pri katerem veliko vlogo igrata čast in drznost. Značilna je tudi Hemingway-eva fiksiranost na smrt.
Faulknerjeva slava temelji na romanih in krakih zgodbah o fiktivnem okrožju Yoknapatawpha z njegovim glavnim mestom Jefferson, ki ima za osnovo Faulknerjevo domovino Oxford v Mississippiju. Začenši s Sartorisom (1929) in Krikom in besom (The Sound and the Fury, 1929) je zasnoval izjemno kompleksen fiktiven univerzum, ki se je z vsakim roman obogatil z nadaljnjimi podrobnostmi in naposled dobil mitične razsežnosti. Loteva se temeljnih vprašanj človeškega obstoja: moč usode, breme preteklosti, nedolžnost in greh, odrešitev in pogubljenje, spolnost, vojna, rasizem, nasilje in smrt. Njegovo delo kaže močne vplive filozofije Nietzcheja in Bergsona. V ZDA je bil sprva obsojan kot nespodoben in bil zanemarjan, medtem ko so ga povzdigovali Sartre in eksistencialisti v Franciji, v Nemčiji pa Gottfried Benn. Največji vpliv pa je imel Faulkner na razvoj latinsko-ameriške literature, še posebej na magični realizem. Šele po podelitvi Nobelove nagrade za literaturo leta 1950 so mu priznali njegov status tudi v domovini.
Sherwood Anderson in Thomas Wolfe sta bila Faulknerju za vzor. Anderson je leta 1919 objavil delo Winesburg, Ohio. Gre za vrsto med seboj povezanih kratkih zgodb o fiktivnem malem mestu na srednjem zahodu in o usodi njegovih večinoma grotesknih prebivalcev. Anderson je s tem pokazal, da tudi provincialnost ameriških vasi skriva v sebi potencial za literaturo. Wolfe je objavil za časa svojega življenja dva močno avtobiografsko zaznamovana roman (Ozri se proti domu angel - Look Homeward, Angel, 1929 in O času in reki, Of Time and the River, 1935), v katerih objokuje svojo usodo z bujno magnilokvenco. Usoda Eugenea Granta, protagonista obeh romanov, izgleda toliko bolj brezupna, ker se zdi on – kot tudi njegov avtor – obsojen na življenje s prekletstvom južnih držav in s tem na stalni neuspeh. Ob vsej egocentričnosti prikazuje Wolfe-ovo delo (iz njegove zapuščine so sestavili še tri romane) obsežno sliko življenja nacije.  
Romani Francisa Scotta Fitzgeralda in kratke zgodbe preiskujejo stanje nacije in probleme človeškega obstoja v visoki družbi v New Yorku ali v boemskih krogih ameriških izgnancev v Evropi; tako je postal kronist »divjih dvajsetih«, dobe jazza. V Velikem Gatsbyju (The Great Gatsby, 1925) se je lotil ameriškega mita o uspehu in pri tem svojega tragično preminulega protagonista povzdignil v skoraj alegorično figuro. Fitzgerald, ki ga je podpiral ameriški urednik Maxwell Perkins, je bil tudi mojster psihološkega romana; Nežna je noč (Tender is the Night, 1934) opisuje tragičen razpad zakona. Roman temelji na propadu Fitzgeraldovega lastnega zakona, ki ga lahko spremljamo tudi skozi korespondenco z njegovo ženo Zeldo. Še ena opazovalka dobe je bila Dorothy Parker, ki je v svojih kolumnah za časopis New Yorker komentirala mestno življenje z izrecno ostrim jezikom. Njen cinizem, pa tudi njen obup, dajeta pečat njenim kratkim zgodbam in pesmim.
V New Yorku se je okoli leta 1920 s harlemško renesanso (Harlem Renaissance) tudi za afroameriško literaturo začel čas razcveta. Bistven vpliv na gibanje je imela antologija, ki jo je izdal Alan LeRoy Locke, z naslovom The New Negro (1925), v kateri so bili zbrani proza, lirika, odrska dela in eseji nove generacije afroameriških avtorjev. V njenem predgovoru je Locke odselitev iz južnih držav na sever označil kot »način duhovne osvoboditve«, preko katere je afroameriška književnost lahko prvič razvila lastno identiteto, onkraj belskih zgledov. V umetnosti harlemške renesanse tako igrajo veliko vlogo afriška izročila, afroameriške tradicije kot sta gospel in jazz, toda tudi vseprisoten rasizem ameriške družbe. Tudi beli avtorji, pred vsem novinar in fotograf Carl van Vechten, so podpirali gibanje in bili pod vplivi črnskega modernizma. Glavni predstavniki harlemške renesanse so bili Zora Neale Hurston, Langston Hughes, Claude McKay in Jean Toomer. Toomerjev Trs (Cane, 1923) je docela modernistično delo, čeprav se včasih kaže kot brez oblike in združuje prozo, liriko in dramatiko.
Z gospodarsko krizo leta 1929 in Veliko depresijo so se zaostrile socialne napetosti, delavsko gibanje in socializem sta se med ljudstvom okrepila, še bolj pa med ameriško inteligenco. Tako so se 30. leta v ameriško literarno zgodovino zapisala kot »rdeče desetletje«. Tudi velika imena klasičnega modernizma so postavili estetske eksperimente na stran in so pisali »proletarske« roman, tako denimo Dos Passos (ZDA, 1930-36) in Hemingway (Imaš in nimaš - To have and have not, 1937). Zgled za program in prikazovanje je bil mnogim socialistični realizem Sovjetske zveze, vendar se ameriški pendant odlikuje po nagnjenosti k tragiki. Tako junaki Johna Steinbecka (O miših in ljudeh - Of mice and men, 1937; Sadovi jeze - The grapes of wrath, 1939) propadejo vpričo trdote kapitalizma; tako je tudi pri Jamesu Thomasu Farrellu (Studs Lonigan, 1932–35).
V mnogih od teh del se tudi pusti prepoznati ob priložnostih reakcionaren pastoralizem, ki se kaže kot duhovno soroden skupini Southern agrarians in njeni povezanosti z zemljo, tako denimo v miljonih prodani romani Erskinea Caldwella o revnih zakupnikih farm v Georgiji (Tobacco Road – Tobačna pot, 1932; God's Little Acre – v slovenščini Razkopana gruda, 1933) in tudi v mnogih publikacijah, ki so nastale v okviru Federal Writer's Project. Ta vladni projekt so spravili v življenje leta 1935, da bi brezposelnim intelektualcem, med njimi torej tudi pisateljem, zgodovinarjem, fotografom, priskrbeli zaslužek za preživetje. Njihovo delo naj bi bilo služenje naciji in tako se je mnogo teh piscev ukvarjalo s tem, da je dokumentiralo vsakodnevno življenje in socialno zgodovino ZDA. Kakor Steinbeckovi romani tudi mnogi od teh dokumentov izražajo vero v obubožano podeželsko prebivalstvo kot varuha »pravih« ameriških vrlin. Sporočilo je takšno: najsi bodo časi težki, toda zahvaljujoč trdoživosti, iznajdljivosti in poštenosti ameriškega ljudstva se bo vse obrnilo na bolje. To povzdigovanje ljudstva je doseglo vrh v stvaritvi Let Us Now Praise Famous Men (Naj sedaj slavimo slavne može), na pol dokumentarno delo Jamesa Ageeja, h kateremu je fotografije prispeval Walker Evans. Podobno gre presojati tudi temeljno držo humanizma pri Sinclairju Lewisu. V številni družbeno kitičnih, pogosta pa zelo moralističnih romanih je zasnoval satirično sliko ameriškega srednjega sloja (Babbitt, 1922). Leta 1935 je zasnoval mračno vizijo o ZDA pod vladavino fašizma, vendar je pomiril svoje bralce z naslovom: To se pri nas ne more zgoditi (It Can't Happen Here). Na drugi strani je nepremagljiva želja Američanov po svobodi, ki preprečuje diktaturo. Lewis je bil prvi ameriški pisatelj, ki mu je bila dodeljena Nobelova nagrada za literaturo.
Poseben primer predstavlja Nathanael West. Drugače kot njegovi sodobniki ni pisal o junaških delavcih ali o tegobah majhnih kmetov, temveč je z zaskrbljenostjo opazoval razvoj družbe blagostanja. Proletariat in srednji sloj se mu pri tem ne kažeta kot poroka revolucionarne iskrenosti in demokratičnih vrednot, pač pa kot lahko dovzetna za totalitarne ideje, in tako se fašistični prevzem oblasti v njegovem romanu A Cool Million (Cel milijon, 1934) res posreči. Če je bil West za časa svojega življenja skoraj nepoznan, velja danes za predhodnika in pionirja postmodernizma.  Tudi literarne kvalitete romana Call it Sleep (Imenuj to spanje, 1934) Henryja Rotha, impresivna psihološka študija šestletnega otroka v judovskem getu New Yorka, so bile šele v 50. letih ponovno odkrite, ker je proletarska literatura 30. let vmes naletela na nenaklonjenost pri publiki in literarni kritiki.
Seveda se niso vsi pisatelji tega časa zapisali klasični modernistični estetiki ali družbeno-kritičnemu programu. Leta 1938 je na vsesplošno presenečenje in osuplost ameriške literarne scene Nobelovo nagrado za literaturo prejela Pearl Sydenstricker Buck. Na prizorišče je stopila z resnično dolgimi romani o daljnem vzhodu (The good earth – Dobra zemlja, 1931).  V Vrtincu (Gone with the Wind) Margaret Mitchell se je pojavil leta 1936 in je kmalu postal najbolj prodajan roman, njegova filmska upodobitev leta 1939 pa najbolj uspešen film vseh časov. Čeprav nekoč zasmehovana kot trivialna literatura, danes to epopejo o sijaju in zatonu starega juga vedno bolj resno jemljejo tudi v literarni vedi. Drugače je bilo z Ayn Rand, ki je svoje v milijonskih nakladah prodane romane napravila za orodje svoje filozofije »objektivizma« (ki v končni fazi podaja opravičilo za nebrzdani kapitalizem); toda okoli njenega dela se vse do danes zbirajo zvesti privrženci.

### Druga svetovna in povojni čas
Po drugi svetovni vojni se je pojavilo veliko število protivojnih romanov in poročil o lastnih doživetjih bivših vojakov. Za mnoge izmed njih je bil to začetek njihove pisateljske kariere, tako denimo za Normana Mailerja (The Naked And The Dead - Goli in mrtvi,1948) in Gorea Vidala (Williwaw, 1946), Jamesa Jonesa (From Here to Eternity – Od tod do večnosti, 1951) in Hermana Wouka (The Caine Mutiny - Upor na ladji Caine, 1951).
Mailer in Vidal sta bila desetletja izmed politično najbolj aktivnih intelektualcev v deželi. Mailer je leta 1969 neuspešno kandidiral za mesto župana v New Yorku in je pisal manifeste proti vietnamski vojni in pred nedavnim tudi proti iraški vojni. Svojo angažiranost v protivojnem gibanju je obdelal v napol fikcijskem romanu The Armies of the Night (Vojske noči, 1968), v katerem sam nastopa kot romaneskni lik in za katerega je posebej iznašel pojem »faction« (neologizem iz fact – dejstvo in fiction – fikcija) kot oznako za novo literarno zvrst. Tako ne čudi, da se mu pogosto očita narcizem, patetično moraliziranje in stremljenje za veljavo. Mailer pa ni samo pomemben kronist in kritik politične, ampak tudi popularne kulture v deželi. Tako je napisal življenjepisa o Marilyn Monroe in Leeju Harveyju Oswaldu, reportažo o znamenitem boksarskem dvoboju med Georgeom Foremanom in Muhammadom Alijem ter nefikcijski roman o morilcu in njegovi usmrtitvi (The Executioner's Song – Krvnikova pesem, 1979). Od 80. let dalje je pisal v glavnem monumentalno zasnovane historične romane. Vidal je izhajal iz družine politikov z bogato tradicijo, leta 1970 je ustanovil lastno levičarsko stranko in leta 1982 neuspešno kandidiral na listi demokratov za senat. Njegovo literarno delo je podobno raznoliko kot pri Mailerju. Leta 1948 je z delom The City and the Pillar (Mesto in steber), eden prvih ameriških homoseksualnih romanov, povzročil škandal, leta 1968 pa se je v delu Myra Breckinridge lotil problematike transseksualnosti. K temu pridejo še številni eseji, satire in zgodovinski romani, še posebej 6 zvezkov obsegajoči ciklus Narratives of Empire (Pripovedi o imperiju) o politični zgodovini Amerike 19. in 20. stoletja.
Henry Miller je izoblikoval odklonilno držo nasproti svoji domovini. The Air-Conditioned Nightmare (Klimatizirana nočna mora, 1945) je naslov ene od njegovih knjig in hkrati posmehljivo ime za ZDA. Z Rakovim povratnikom (Tropic of Cancer, 1934) in Kozorogovim povratnikom (Tropic of Capricorn, 1939) si je hitro pridobil sloves škandaloznega avtorja. Miller, tako kot Thomas Wolfe obseden egoist, v njih slika brez zadrege svoje seksualne eskapade v prostovoljno izbranem izgnanstvu v Parizu. V ZDA sta se ti deli pojavili šele v 60. in sta za seboj potegnili vrsto sodnih procesov. Vendar, tako kot trilogija Nexus, Plexus, Sexus (1948-60), nista zanimivi samo v pornografskem oziru, pač pa tudi kot duhovna biografija in pričevanje o Millerjevih mističnih nagnjenjih. Tudi Paul Bowles se je odpravil v prostovoljno izbrano izgnanstvo. Leta 1947 se je naselil v maroškem mestu Tanger. Njegov prvi roman Zavetje neba (The Sheltering Sky, 1949) je zaznamovala francoska eksistencialistična filozofija, ki je sicer v ZDA pustila komaj kakšno sled. Njegovi liki so pogostokrat izkoreninjeni Američani, ki zaradi svoje notranje razklanosti in neizpolnjenega iskanja gotovosti propadejo. Nadaljnji glavni motiv pri Bowlesu je še kulturno nasprotje med vzhodom in zahodom; arabski vplivi zaznamujejo tudi njegove številne glasbene kompozicije.
Richard Wright in Ralph Ellison sta pripadala generaciji afroameriških pisateljev, ki je sledila harlemški renesansi in v njej našla svoje vzore, katere optimizem pa se je umaknil resignaciji. Tudi njihova tema je bila problem črnskega iskanja identitete vpričo vseprisotnega rasizma ameriške družbe. V romanih Native Son (Domorodni sin, 1940) od Wrighta in v Invisible Man (Nevidni človek, 1951) od Ellisona, ki sta že dolga priznana kot osrednji deli ne samo afroameriške literature, oba junaka končata tragično; prvi je usmrčen, ker je ubil neko belko, drugi se pred družbo zateče v neko klet, v kateri posluša jazzovske plošče, se opija in objokuje svojo usodo. James Baldwin je bil videti izključen iz družbe v dvojnem oziru, kot črnec in kot homoseksualec, in je tako iskal zatočišče v francoskem izgnanstvu. Delo Giovanni's Room (Giovannijeva soba) je leta 1965 s svojo homoseksualno tematiko povzročilo škandal. Po svoji vrnitvi je bil v nasprotju z Wrightom in Ellisonom tudi politično aktiven pri gibanju za državljanske pravice; tako se je leta 1963 udeležil pohoda Martina Luthra Kinga nad Washington.

### Beatniška generacija in protikultura
V poznih 40. se je okoli Allena Ginsberga, Jacka Kerouaca, Gregoryja Corsoja in Williama S. Burroughsa v New Yorku izoblikoval boemski krog, ki je imel nekoliko pozneje postati znan kot beatniška generacija (beat generation). Njeni člani so gojili nestanoviten in hedonističen življenjski slog, se obračali k trdejšim stilom jazza kot je bebop, se vdajali uživanju drog in svobodni ljubezni in se navdihovali pri daljnovzhodni filozofiji in mistični književnosti. Po sledeh te mode so kmalu stopili tudi v San Franciscu, veterani kot Kenneth Rexroth in mladi pesniki kot Gary Snyder. Središče renesanse v San Franciscu je bil mestni predel North Beach s knjigarno City Lights (Mestne luči), ki jo je leta 1953 ustanovil Lawrence Ferlinghetti. Kulturni vpliv beatniških pesnikov se kaže v posmehljivem izrazu beatnik, s katerim so nasplošno označevali nekonformistično mladino v poznih 50. in v zgodnjih 60. letih.
Ginsbergova pesem Howl (Tuljenje, 1955) je najbolj zgovoren izraz izgube iluzij v njegovi generaciji in je bila zaradi svoje svobodomiselnosti predmet sodne obravnave. Po tej kanonadi proti ameriškemu stanju duha je s pesmijo Kaddish sledila zelo osebna tožba nad materino smrtjo. Ginsbergove pesmi se s svojo svobodno obliko, z radikalnim individualizmom in vizionarno silo uvrščajo v Whitmanovo elegično tradicijo, so pa tudi ironično-obupan komentar k stanju moderne ameriške družbe. Tako je v 60. letih, ko je bila beatniška generacija že del zgodovine, postal simbolna figura nove, hipijevske protikulture,  angažiral se je v gibanju za državljanske pravice in proti vietnamski vojni, proslavljal ob boku narkoprofesorja Timothyja Learyja terapevtski učinek psihadeličnih drog in tako vedno znova prihajal v konflikt z državo.
Podobno kontroverzna sta življenje in delo Ginsbergovega prijatelja in nekaj časa ljubimca Williama S. Burroughsa. Borroughs je po letih heroinske odvisnosti na papir spravil svoje v omami in v odvajanju doživete halucinacije in asociacije; skice za roman Naked Lunch (Goli obed, 1959) je redigiral in uredil Ginsberg. To delo je imelo postati predmet poslednjega velikega cenzurnega procesa v ameriški literaturi. Najprej se je pojavil samo v Franciji leta 1959 pri založbi Olympia press. Ameriška izdaja iz leta 1962 pri založbi Grove je bila marsikje prepovedana in šele 1966 je bila ta prepoved odpravljena. Ne glede na svojo pornografsko potezo naredijo Naked Lunch in Borroughsova poznejša dela, denimo trilogija Nova (1961-67), vtis kot zajedljiva satira moralne občutljivosti naroda. Borroughs je z oblikovnimi in jezikovnimi eksperimenti preiskal meje literarnega prikaza in pripovedi ter tako imel znaten vpliv na poznejši postmodernizem. Tako je denimo s cut-up tehniko, ki jo je iznašel skupaj z Brionom Gysinom, razrezal strani besedila in jih na novo uredil po principu naključja, da je s tem razbil kronološko in kavzalno strukturo besedila ter celo jezika samega.
Pripovedniško bolj kovencionalna in lažje dostopna se zdijo dela Jacka Kerouaca, v katerih se sicer pojavljajo formalni eksperimenti kot avtomatsko pisanje (to je zapisovanje predstav, občutij, vtisov na čim bolj necenzuriran način in s čim manj posegi zavestnega jaza), ki pa so zaznamovana z lahkotno lagodnim tonom in z jezikovno neposrednostjo. Njegov najbolj znani roman On the Road (Na cesti, 1957) temelji na cestnih popotovanjih (road trips), na katere se je odpravil skupaj z Nealom Cassadyjem, in popisuje brezciljno potovanje dveh mladih ljudi preko Amerike, na begu pred prisilami in v iskanju kratkočasnih čutnih užitkov in duhovne izpolnitve kot protiprojekt  z materializmom in konformističnimi pritiski zaznamovani življenjski resničnosti v Ameriki. Zdi se, de se je v 60. letih njegova vizija izpolnila, ko je protikultura prerasla v množično gibanje in so pod hipiji Kerouacovi romani postali kultne knjige.
Ikona hipijevskega gibanja je postal tudi Ken Kesey, ki je leta 1962 dosegel svetovni uspeh z One Flew Over the Cuckoo’s Nest (Let nad kukavičjim gnezdom). Ta roman o psihiatrični ustanovi je postal mračna parabola o družbi, občuteni kot totalitarni sistem, ki posamezniku pušča samo izbiro med pokorno samopredajo ali izločitvijo in kaznijo. Tudi Kesey je pogosto prihajal v konflikt z državnim redom, še posebej v času, ko je s skupino Merry Pranksters (veseli šaljivci), pisano združbo svobodnih duhov, potoval s šolskim avtobusom po ZDA, da bi na radodarnih happeningih prepričeval mladino dežele o osvobajajočem učinku LSD-ja in drugih opojnih sredstev. Novinar Tom Wolfe se je za nekaj časa priključil tej karavani in leta 1968 objavil svoje poročilo v knjigi The Electric-Cool-Aid Acid Test, eno prvih besedil new journalisma (novi žurnalizem/novinarstvo). Ta nov koncept pisanja, ki ga je Wolfe leta 1973 formuliral tudi v programu, je podobno kot pri faction-u Normana Mailerja zmešal skupaj dokumentarnost in fikcijo in napravil za popularne literarne eksperimente v novinarskem pisanju. Wolfe se je profiliral s svojimi eseji, pozneje tudi z romani kot je The Bonfire of the Vanities (Kres nečimrnosti, 1987) kot pronicljiv opazovalec ameriške kulture. Hunter Stockton Thompson je v svojem »gonzo žurnalizmu« prignal opazovanje ob lastni udeleženosti do konca; avtor tu postane sam središče reportaže. V Thompsonovem primeru je to vodilo do posebej ekscentričnih rezultatov, ker so tudi njega gnale odvisnost od drog in blodnje. Njegovo delo uživa veliko priljubljenost, še posebej odkar je leta 1998 njegova sicer kot roman označena, toda navsezadnje avtobiografska knjiga Fear and Loathing in Las Vegas (Strah in groza v Las Vegasu, 1971) doživela filmsko upodobitev.

### Postmodernizem
Oznaka postmodernizem je še težje oprijemljiva kot pa oznaka modernizem, ker jo različni kritiki različno uporabljajo in ocenjujejo. V 60-ih in 70-ih letih so bili izkazano eksperimentalni avtorji kot Vladimir Nabokov, Thomas Pynchon (Izklic številke 49, 1966) in John Barth (Trgovec s tobakom, 1960) v ožjem smislu označeni kot »postmoderni«. Zraven se prištevajo med drugim še:  Walter Abish, Donald Barthelme, Richard Brautigan, Robert Coover, Don DeLillo, Raymond Federman, William Gaddis, William Gass, John Hawkes, Ishmael Reed in Kurt Vonnegut (Klavnica 5 ali otroška križarska vojna, 1969).
Danes je pogosto celotna literarna produkcija od 1960 dalje zajeta pod pojem postmodernizem; postmoderna literatura (ang. postmodernism) je potemtakem literatura, ki jo ustvarja postmoderna družba, ne glede na njene vsebinske ali stilistične značilnosti.
Produkcija bolj tradicionalnih del, katerih avtorjih so se šolali pri realizmu in naturalizmu, se tudi po 1950-ih nadaljuje kot osrednje ustvarjalno področje (in prodajni segment). Med uspešne romanopisce denimo štejejo:  Jerome D. Salinger (Varuh v rži, 1951), Ralph Ellison, Mary McCarthy, John Updike (Zakonski pari, 1968), John Irving (Garpov svet, 1978) in Tobias Wolff. Avtorji kot so Truman Capote, Eudora Welty, Flannery O’Connor, Walker Percy, John Kennedy Toole (Zarota bebcev, 1963), Harry Crews nadaljujejo literarno tradicijo južnih zveznih držav, imenovano »local color fiction«. Kot gledališka avtorja sta uspeh doživela Tennessee Williams in Arthur Miller.
Avtorji, ki so služili žanru trivialne literature ali se samo poigravali z njim (znanstvena fantastika, grozljivka, punk, fantazijska literatura, hip-hop): Ray Bradbury (Fahrenheit 451, 1953); Marion Zimmer Bradley, Philip K. Dick (Skozi skener temačno, 1977), Samuel R. Delany, Kathy Acker, Shirley Jackson, Stephen King, Anne Rice…
Ob koncu 20. in začetku 21. stoletja so bili uspešni med drugimi sledeči pisatelji: Paul Auster, Tom C. Boyle, Michael Cunningham, Bret Easton Ellis (Ameriški psiho, 1991), Jeffrey Eugenides, Jonathan Safran Foer, Jonathan Franzen, Neil Gaiman, Siri Hustvedt, Jonathan Lethem, Joyce Carol Oates, Cormac McCarthy (Ni dežela za starce, 2005), Jay McInerney, Garrison Keillor, Armistead Maupin, Neal Stephenson, Anne Tyler, David Foster Wallace in Donna Tartt.
Novi formalizem (new formalism) je tok v ameriški poeziji, ki se je pojavil v poznih 1970-ih. Njegovi predstavniki zagovarja ponovno obuditev metričnega in rimanega pesništva. Mednje sodijo pesniki Jared Carter, X. J. Kennedy, Timothy Steele, Lewis P. Turco in Leo Yankevich. V nasprotju s tem avtorji gibanja, imenovanega »flarf«, zavestno pišejo poezijo, ki ne ustreza tej konvecionalni estetiki in ki pogosto vsebuje besedno gradivo in formulacije iz uporabnih besedil (npr. iskalni rezultati na Googlu).
Eksperimentalno smer postmoderne nadaljujeta med drugimi Guy Davenport in David Markson. Poleg tega so preko novih medijev kot je internet nastale nove metode kolektivnega ustvarjanja – denimo v obliki projekta NaNoWriMo (kratica za National Novel Writing Month – Nacionalni mesec romanopisja), pri katerem od 1999 dalje na tisoče udeležencev vsako leto skupaj napiše roman, dolg vsaj 50 000 besed.

#### Manjšinjske književnosti
Judovsko-ameriška književnost, ki sega nazaj še do kolonialnih časov, je v 20. stoletju doživela razcvet z avtorji kot so  Arthur Miller, Saul Bellow, Bernard Malamud, Joseph Heller, Philip Roth in Edgar L. Doctorow. Tudi afroameriška literatura, ki ima bogato tradicijo, je dala še nadaljnje pomebne predstavnike, denimo Toni Morrison, Ishmael Reed, Alice Walker in August Wilson. Poleg tega so se v drugi polovici 20. stoletja pojavili številni avtorji, ki so razširili literarni spekter s perspektivami iz še drugih kulturnih prostorov. Z vzpostavitvijo etničnih študij (ang. ethnic studies) so bile te medkulturne književnosti spremljane in podpirane tudi na akademskem nivoju.
V 1970-ih letih je denimo vzpon doživela azijsko-ameriška književnost. Med najpomembnejše predstavnike kitajsko-ameriške književnosti, ki je nastala že v 19. stoletju s priseljevanjem Kitajcev, štejejo  Lin Yutang, Jade Snow Wong, Frank Chin, David Henry Hwang, Maxine Hong Kingston in Amy Tan. Azijsko-ameriški avtorji so še  Chang-Rae Lee, po izvoru iz Južne Koreje, Hisaye Yamamoto in Karen Tei Yamashita, ki sta japonskega porekla, ter japonsko-nemško-ameriška avtorica Kimiko Hahn.
Med hispanoameričani so postali opaznejši Anaïs Nin, Richard Fariña in Oscar Hijuelos kubanskega porekla, Julia Alvarez in Junot Díaz dominikanskega porekla, ter portoričani Luis Rafael Sánchez, Giannina Braschi in Rosario Ferré. Predstavniki tako imenovane »chicano literature«, to je literature priseljencev iz Mehike, so: Sandra Cisneros, Rudolfo Anaya, Luis Alberto Urrea, John Rechy, Gloria Evangelina Anzaldúa in Luis Valdez.
K temu pridejo še nadaljnji avtorji, ki izvirajo iz številnih drugih dežel: Khaled Hosseini iz Afganistana, Etel Adnan in Rabih Alameddine iz Libanona, pisec znanstvene fantastike Saladin Ahmed z libanonsko-egiptovsko-irsko-poljskimi koreninami, Jhumpa Lahiri in Bharati Mukherjee iz Indije, Gary Shteyngart, ki je emigriral iz sovjetske Rusije, Chuck Palahniuk ukrajinskega porekla itd.

#### Native American Renaissance (Renesansa ameriških staroselcev)
V poznih 1960-ih letih so v ospredje stopili potomci ameriških staroselcev, ki so si skozi literarno ustvarjanje želeli pridobiti nazaj svojo kulturno dediščino. V okviru tega so tudi ponovno odkrili besedila prejšnjih indijanskih avtorjev ter kulturno bogastvo indijanskih plemen (preko ustnega izročila ohranjeni miti, rituali itd.). V svojih delih se med drugim lotevajo belske kolonizacije staroselskih ozemelj in obdobja divjega zahoda z indijanske perspektive. V prvi val renesanse ameriških staroselcev sodijo avtorji kot so  N. Scott Momaday, Leslie Marmon Silko, Gerald Vizenor ter James Welch. Ti so navdihnili drugi val, kamor spadajo med drugim Louise Erdrich, Joy Harjo, nila northSun in Simon J. Ortiz.

## Literarne nagrade
Najpomembnejše nagrade v ZDA so National Book Award (Državna nagrada za književnost) in Pulitzer Prize (Pulitzerjeva nagrada), ki se podeljujeta vsako leto v kategorijah proza, pesništvo in otroška književnost, ter PEN/Faulkner Award for Fiction za prozna dela in The O. Henry Award (Nagrada O. Henryja) za kratke zgodbe.
Do sedaj je bila enajstim državljanom ZDA podeljena Nobelova nagrada za književnost:
- 1930    Sinclair Lewis
- 1936    Eugene O'Neill
- 1938    Pearl S. Buck
- 1948    T. S. Eliot
- 1949    William Faulkner
- 1954    Ernest Hemingway
- 1962    John Steinbeck
- 1976    Saul Bellow
- 1978    Isaac Bashevis Singer
- 1987    Joseph Brodsky
- 1993    Toni Morrison

Opombe: Singer je bil po rodu Poljak in je pisal skoraj izključno v jidišu. Brodsky je bilo leta 1972 v Sovjetski zvezi odvzeto državljanstvo, leta 1977 je dobil ameriško državljanstvo, pisal pa je v ruščini in angleščini. Bellow je poleg ameriškega posedoval še kanadski potni list. T. S. Eliot je leta 1927 prevzel britansko državljanstvo.